# Raspberry Pi
Pour les articles homonymes, voir Raspberry.
Le Raspberry Pi est un nano-ordinateur monocarte à processeur ARM de la taille d'une carte de crédit conçu par des professeurs du département informatique de l'université de Cambridge dans le cadre de la fondation Raspberry Pi.
Le Raspberry Pi fut créé afin de démocratiser l'accès aux ordinateurs et au digital making (terme anglophone désignant à la fois la capacité de résolution de problèmes et les compétences techniques et informatiques). Cette démocratisation est possible en raison du coût réduit du Raspberry Pi, mais aussi grâce aux logiciels libres. Le Raspberry Pi permet l'exécution de plusieurs variantes du système d'exploitation libre GNU/Linux, notamment Debian ou Ubuntu, ainsi que des logiciels compatibles. Il fonctionne également avec le système d'exploitation Microsoft Windows : Windows 10 IoT Core, Windows 10 on ARM (pour l'instant[Quand ?] relativement instable), celui de Google Android Pi et même une version de l'OS/MVT d'IBM accompagnée du système APL\360.
Il est initialement fourni nu, carte mère seule, donc sans boîtier, câble d'alimentation, clavier, souris ou écran, dans l'objectif de diminuer les coûts et de permettre l'utilisation de matériel de récupération. Néanmoins des « kits » regroupant le « tout en un » sont disponibles à partir de quelques dizaines d'euros.
Son prix de vente était estimé à 25 $ américains, soit 19 € (23,54 €2024), en mai 2011. Les premiers exemplaires ont été mis en vente le 29 février 2012 pour environ 25 € (30,38 €2024). En septembre 2016, plus de dix millions de Raspberry Pi ont été vendus. Plusieurs versions ont été développées ; les dernières sont vendues un peu plus de 25 € pour le B+, à un peu plus de 30 € pour le Pi 2 (2015), un peu plus de 35 € pour le Pi 3 (2016), 5 € pour le Raspberry Pi Zero (2016), 10 € pour le Raspberry Pi Zero W (2017), 15 € pour le Raspberry Pi Zero WH (2018), 40 € pour le Raspberry Pi 4 (varie selon la quantité de mémoire) et à partir de 70 € (71,4 €2024) pour le modèle 5 (2023).
À la fin 2020, la fondation Raspberry Pi annonce la commercialisation du modèle Raspberry Pi 400 vendu à 70 €, qui est intégré dans un clavier, rappelant le concept du Commodore 64. Il intègre une version du Pi 4 munie d'un processeur cadencé à 1,8 Ghz.
Le Raspberry Pi est utilisé par des créateurs du monde entier car son prix le rend très attractif.
Le Raspberry Pi dispose de pins (broches) GPIO qui permettent la connexion de cartes d'extension ou d'autres composants électroniques pour réaliser des montages.

## Historique

### Conception

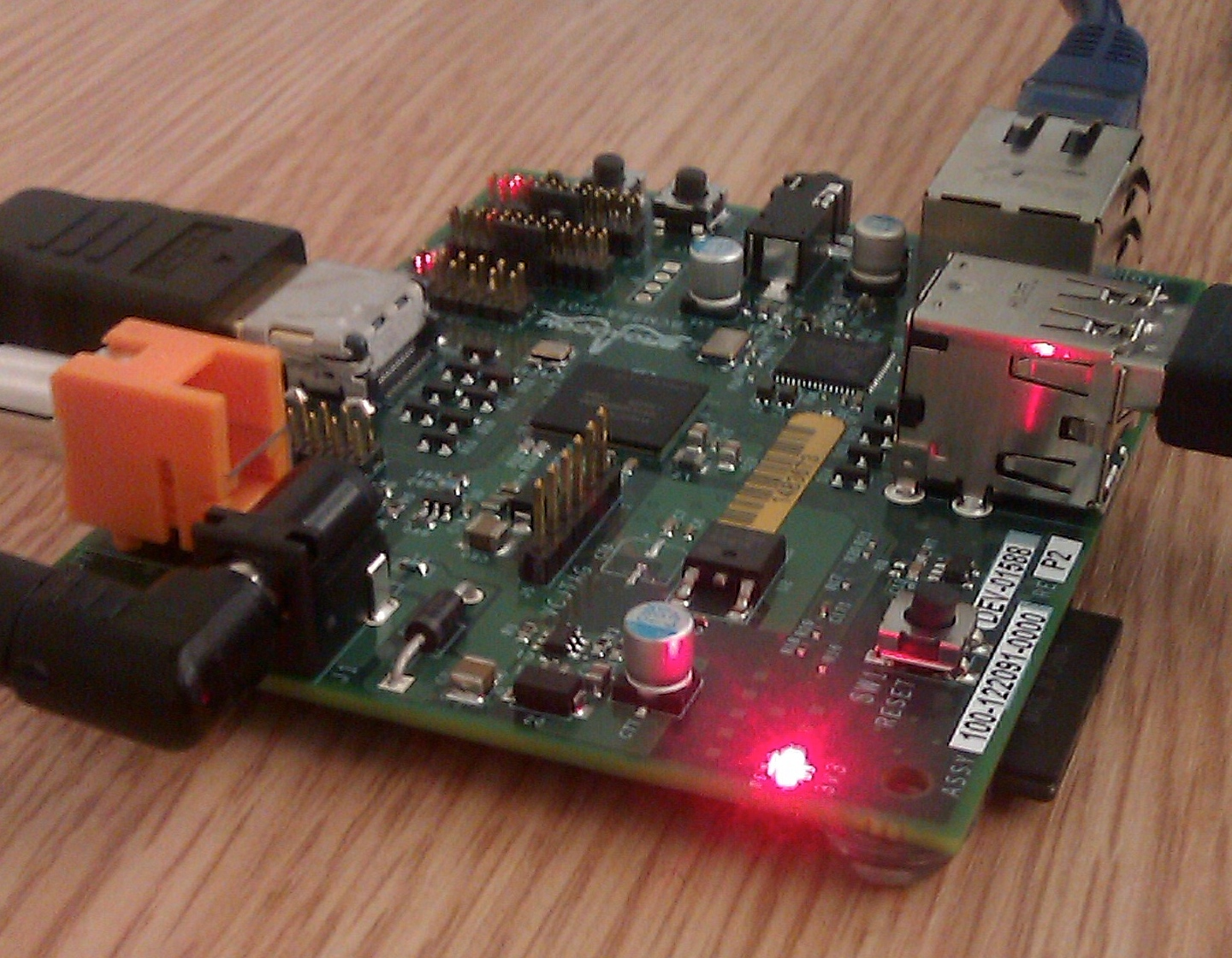
Version alpha de la carte. Le design est différent des versions beta et commerciales.

En 2006, les premiers prototypes du Raspberry Pi sont développés sur des microcontrôleurs Atmel ATmega 644. Le schéma et le plan du circuit imprimé sont rendus publics. Cet ordinateur, inspiré du BBC Micro d'Acorn Computer, commercialisé en 1981, est destiné à encourager la jeunesse à s'intéresser à la programmation informatique,,. Le premier prototype ARM est intégré dans un boîtier de la même taille qu'une clé USB avec un port USB d'un côté et un port HDMI de l'autre.
L'objectif de la fondation est alors de proposer deux versions, l'une à 25 $ US et une deuxième à 35 $ US. L'ouverture des commandes pour le modèle B (le plus cher) a lieu le 29 février 2012 et le 4 février 2013 pour le modèle A (le moins cher).

### Prototype
En août 2011, 50 cartes version Alpha sont construites, ces cartes étant identiques du point de vue fonctionnel au modèle B prévu, mais elles sont plus grandes pour faciliter le débogage (placement des sondes). Une démonstration montre la carte exécutant une distribution Debian avec un bureau LXDE, Quake 3 en 1080p et une vidéo en Full HD MPEG-4 par HDMI,.
En octobre 2011, une version de RISC OS 5 tournant sur la carte est présentée. Après une année de développement la version grand public sera terminée en novembre 2012,,,. En décembre 2011, 25 cartes modèle B ont été construites et testées. Le design des cartes version Beta est le même que les cartes grand public. Une seule erreur a été découverte dans le design, certaines broches du CPU ne fonctionnaient pas correctement ; l'erreur a été corrigée avant la première production. Les cartes version Bêta sont présentées démarrant Linux, jouant une bande annonce en 1080p ou exécutant le benchmark Rightware Samurai OpenGL ES.
La première semaine de l'année 2012, dix premières cartes sont mises aux enchères sur eBay,. L'une est achetée anonymement et donnée au Centre for Computing History, dans le Suffolk en Angleterre. Les 10 cartes qui représentaient un prix de 220 £ ont été vendues pour un total de 16 000 £. La carte possédant le numéro de série 01 est achetée pour 3 500 £. En prévision du lancement fin février 2012, la montée en charge des serveurs de la fondation est testée par des utilisateurs actualisant fréquemment leur navigateur.

### Commercialisation

#### Lancement
La première série de 10 000 cartes est produite à Taïwan et en Chine,. Les livraisons de la première série sont annoncées pour mars 2012 en raison de l'installation d'un mauvais connecteur RJ45,, mais la fondation annonce qu'elle s'attend à augmenter la production des futures séries sans difficulté.
Les ventes débutent le 29 février 2012. Au même moment est annoncé un modèle A à 256 Mo de RAM au lieu des 128 Mo prévus. Le site web de la fondation affiche : « Six ans après le début du projet, nous sommes presque à la fin de la première session de développement – cependant ce n'est que le début de l'histoire de Raspberry Pi ». Dès l'annonce du début de la vente, les deux sites ne sont plus joignables, le site français de Farnell annonçant « Nos sites internet sont actuellement indisponibles pendant la mise à jour de nos systèmes ». En septembre 2012, 500 000 cartes ont été vendues. Le 6 avril 2012, la fondation annonce que le Raspberry Pi a obtenu la certification CE, demandée par les distributeurs pour pouvoir lancer la distribution auprès des premiers acheteurs.

#### Évolutions
Le 16 avril 2012, les premiers acheteurs font leurs premiers commentaires,. Au 22 mai 2012, 20 000 cartes ont été envoyées. En juillet 2012, 4 000 unités sont produites chaque jour,.
En septembre 2012, la Fondation Raspberry Pi annonce une deuxième révision du modèle B. De plus, les futures séries seront fabriquées au Royaume-Uni, dans les usines Sony de Pencoed, au Pays de Galles. Il est estimé que 30 000 unités seraient produites par mois, créant 30 emplois,. La fondation annonce aussi l'overclocking autorisé permettant un gain de performance jusqu'à 50 %, la fréquence du processeur passant de 700 à 1 000 MHz.
En octobre 2012, plusieurs clients ayant commandé à l'un des constructeurs attendent leur commande depuis plus de six mois en raison de difficultés de production. La fondation annonce le passage au modèle B 4G ; à partir de cette date ces modèles sont envoyés lors d'un achat. Puis en décembre, la fondation, en collaboration avec IndieCity et Velocix, ouvre un Pi Store, une plateforme de téléchargement pour tout l'environnement logiciel Raspberry Pi. Une application incluse dans Raspbian permet aux utilisateurs de trouver et télécharger ce qu'ils veulent. Les applications de développeurs peuvent être envoyées pour modération et publication dans le Pi Store.

## Volume de ventes

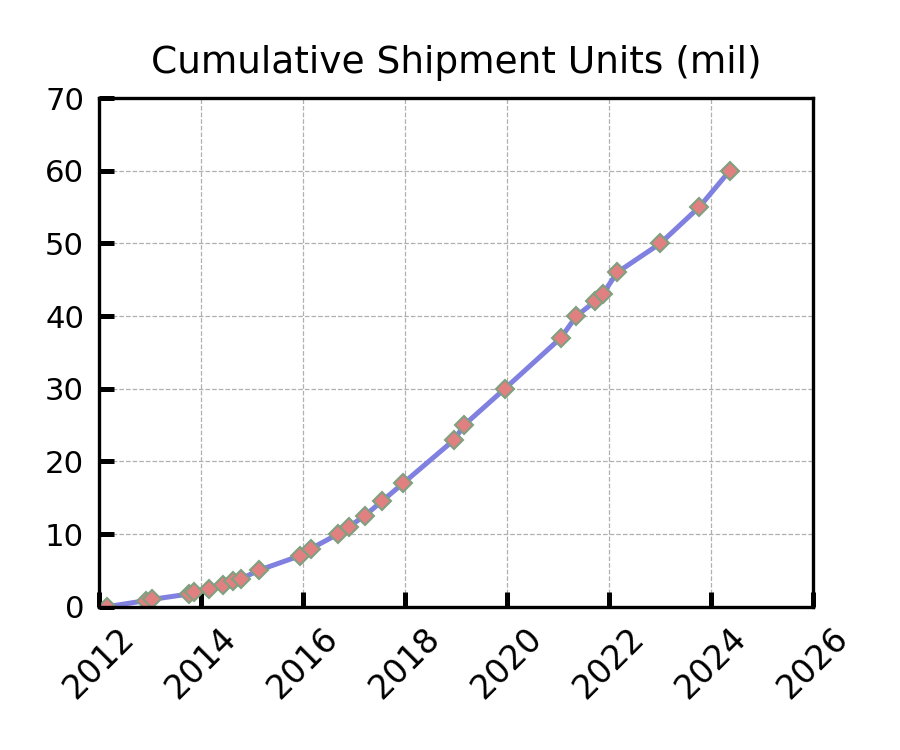
Cumul des ventes de Raspberry Pi (en millions d'unités).

En octobre 2013, un million de Raspberry Pi ont été produits au Royaume-Uni. Le deux millionième kit est envoyé entre le 24 et le 31 octobre.
En avril 2014, une nouvelle version est annoncée, elle divise la carte en deux parties : une partie calcul et une partie interface d'entrées-sorties. La partie calcul (compute module) comporte 512 Mio de mémoire vive et 4 Gio de mémoire flash. La dimension de la carte est réduite au format SO-DIMM (environ 68 × 30 mm). La partie interface d'entrées-sorties (compute module IO board) comporte des connecteurs HDMI et USB. La carte calcul vient s'enficher dans la carte interface d'entrées-sorties. Au mois de juin, trois millions de Raspberry Pi ont été vendus.
En février 2015, la fondation annonce que cinq millions de Raspberry Pi ont été vendus. Le 29 février 2016, la fondation Raspberry Pi annonce, quatre ans après le lancement du Raspberry Pi Model B, avoir vendu huit millions d'unités, dont trois millions de Raspberry Pi 2.
Le 8 septembre 2016, la fondation Raspberry Pi annonce avoir vendu 10 millions d'unités.
Pour son cinquième anniversaire, la fondation Raspberry Pi annonce avoir atteint 12,5 millions d'exemplaires. La répartition des ventes à ce moment-là est de 30 % pour le Raspberry Pi 3B, 23 % pour le Raspberry Pi 2B, 23 % pour le Raspberry Pi B, 15 % pour le Raspberry Pi B+, 4 % pour le Raspberry Pi Zero, 3 % pour le Raspberry Pi A+, 2 % pour le Raspberry Pi A et 1 % pour le Raspberry Pi Zero W.
À la fin de 2019, le total des ventes atteint 30 millions d'unités.

## Spécifications matérielles et architectures
Le Raspberry Pi possède un processeur ARM11 à 700 MHz. Il inclut 1, 2 4 ports USB, un port RJ45 et 256 Mo de mémoire vive pour le modèle d'origine (jusqu'à 8 Go sur les dernières versions). Son circuit graphique BMC VideoCore 4 permet de décoder des flux Blu-Ray full HD (1080p 30 images par seconde), d'émuler d’anciennes consoles et d'exécuter des jeux vidéo relativement récents.

### Modèles A

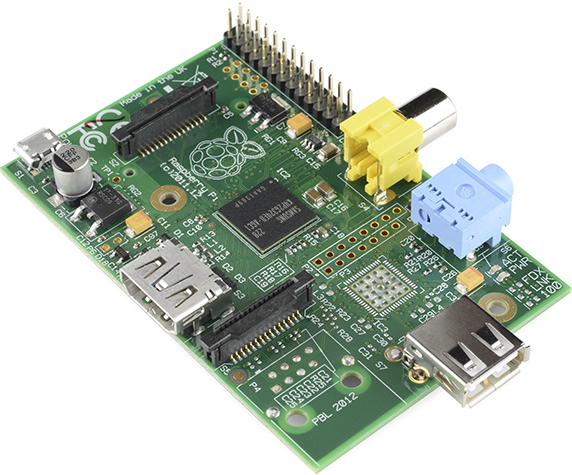
Raspberry Pi modèle A.

#### Modèle 1 A
- Processeur : ARM1176JZF-S (ARMv6) 700 MHz Broadcom 2835[1] (dispose d'un décodeur Broadcom VideoCore IV, permettant le décodage H.264 FullHD 1080P et d'un VFPv2 pour le calcul des opérations à virgule) ;
- RAM : 256 Mo ;
- 2 Sorties vidéo : Composite et HDMI ;
- 1 Sortie audio stéréo Jack 3,5 mm (sortie son 5.1 sur la prise HDMI) ;
- Unité de lecture-écriture de carte mémoire : SDHC / MMC / SDIO ;
- 1 Port USB 2.0 ;
- Prise pour alimentation Micro-USB (consommation : 400 mA + périphériques) ;
- Des entrées / sorties supplémentaires sont accessibles directement sur la carte mère au moyen des pins 3v3[66] : GPIO, S2C, I2C, SPI ;
- API logicielle vidéo : OpenGL : version embarquée OpenGL ES 2.0 ;
- Décodage vidéo : 1080p30 H.264 high-profile.

#### Modèle 1 A+
Différences avec le modèle A :
- Plus petit : 65 mm de long (contre 86 mm)

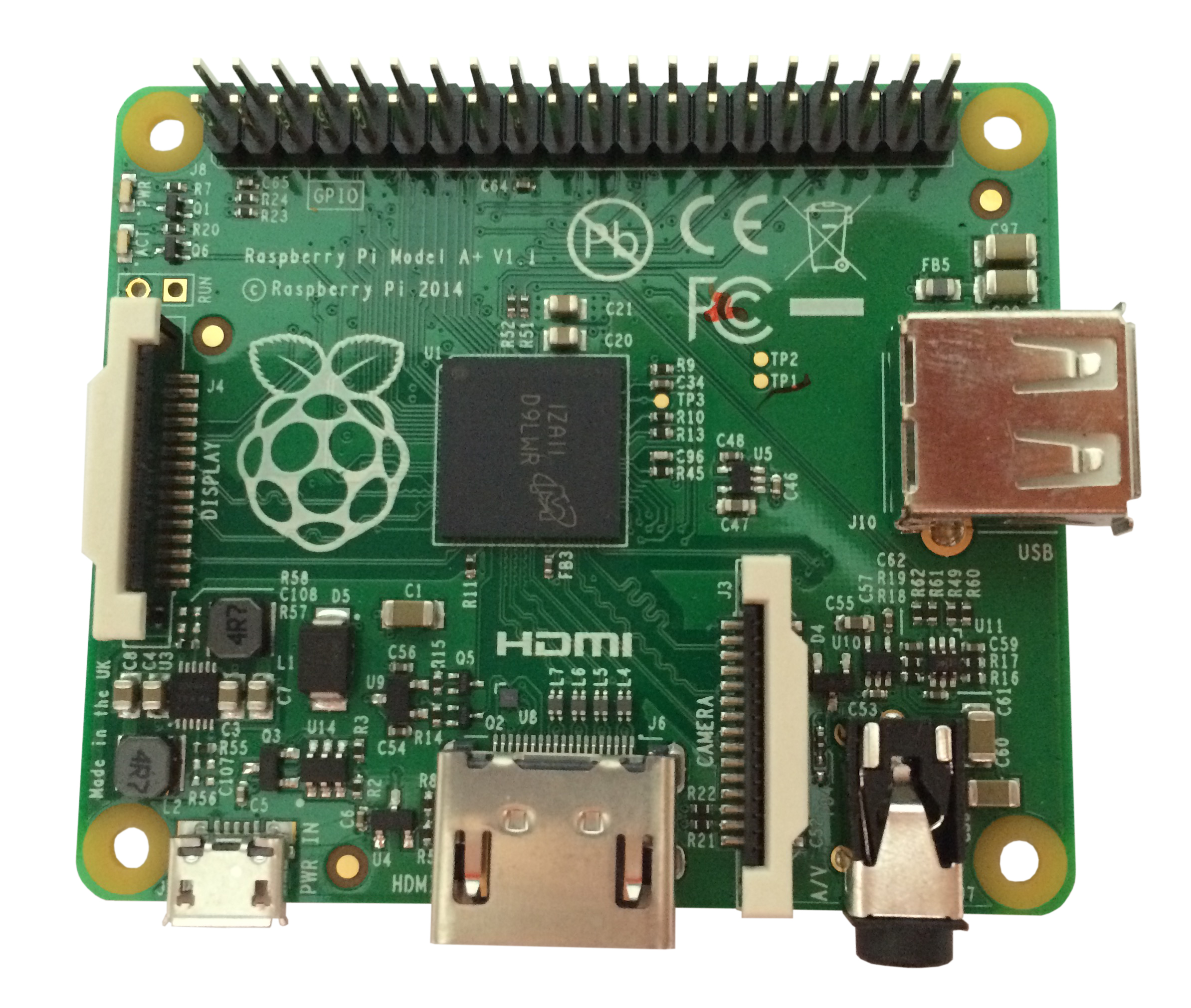
Raspberry Pi modèle A+.

- Lecteur de carte microSD en lieu et place du lecteur SD
- GPIO 40 broches
- Nouveau chipset audio
- Consommation électrique moindre
- Prix réduit à 20 $

### Modèles B

#### Modèle 1 B
Il existe plusieurs révisions du modèle B.
Spécificités du modèle B rev1 :
- 2 ports USB 2.0 au lieu de l'unique port du modèle A, mais sur un seul bus, via le composant SMSC LAN9512[68] ;
- 1 port réseau Fast Ethernet (10/100 Mbit/s) via le même composant SMSC.

Le circuit LAN9512 qui gère les deux ports USB2 et le port réseau, est connecté au CPU via un unique port USB2 ; la bande passante est donc partagée entre ces trois ports.
Spécificités du modèle Rev1 + ECN0003 :
- Suppression des fusibles protégeant les sorties USB
- Suppression de la diode D14, qui pouvait provoquer des interférences avec des périphériques possédant une broche CEC, lorsque le Raspberry restait connecté sans être alimenté.

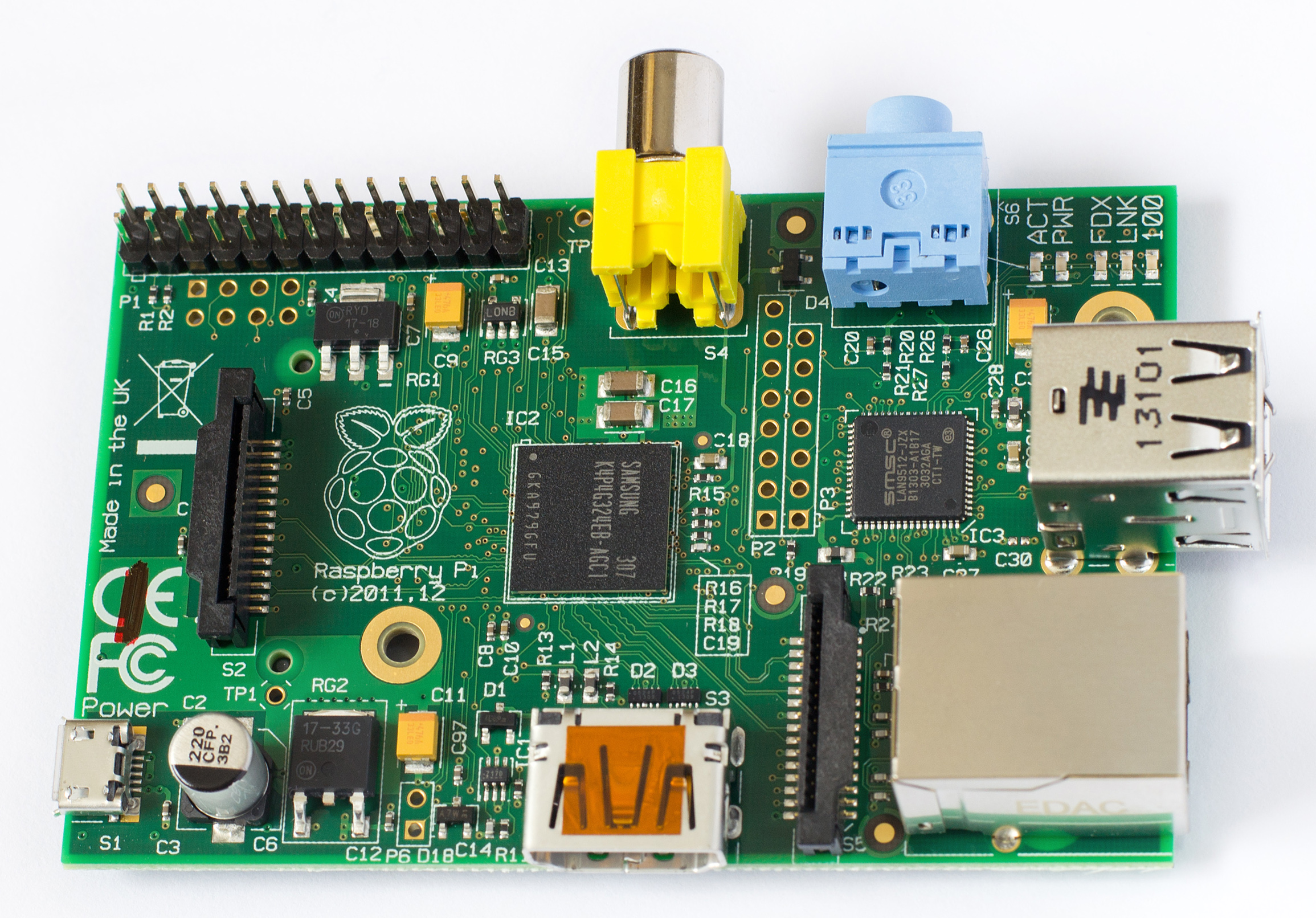
Raspberry Pi modèle B Rev. 2.

Spécificités du Raspberry Pi B Rev2 :
- Implantation du reset (en reliant les broches 1 et 2 de P6)
- Support JTAG (deux broches GPIO interchangées)
- Support I2C (canaux primaire et secondaire inversés)
- Suppression de quatre signaux GPIO utilisés pour l'identification de version, et réaffectation à d'autres rôles
- SMSC +1V8
- Deux trous de fixation
- Correction du marquage des LED sur la platine

Spécificités du Raspberry Pi B 512 Mo :
- Prise pour alimentation micro-USB (consommation : 700 mA) ;
- La RAM passe à 512 Mo (au lieu de 256 Mo sur les modèles précédents)[54] ;
- Le modèle est estampillé avec la référence 4G en lieu et place de l'ancienne référence 2G[69].

Pour utiliser les 512 Mo de RAM, le firmware de la carte mère doit être mis à jour.

#### Modèle 1 B+

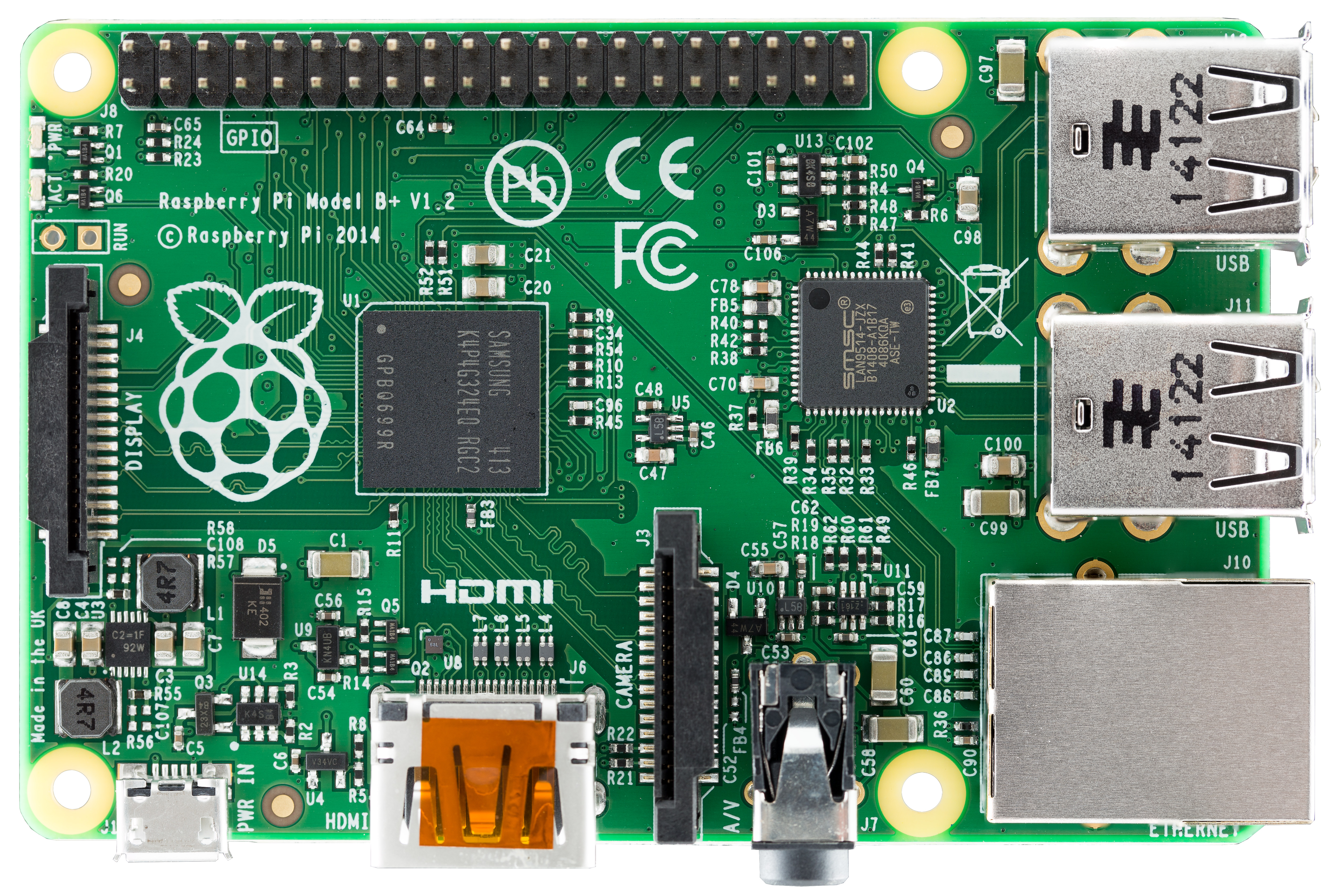
Raspberry Pi modèle B+

Ce modèle est annoncé en juillet 2014.
Différences par rapport au modèle initial :
- GPIO 40 broches
- 4 ports USB 2.0 et meilleur comportement en cas de surcharge
- micro SD
- réduction de consommation de 3,5 W à 3 W
- meilleur circuit audio
- suppression de la prise RCA au profit d'une prise mini-jack 4 points, comprenant une sortie sonore et vidéo

#### Modèle 2 B (Raspberry Pi 2)

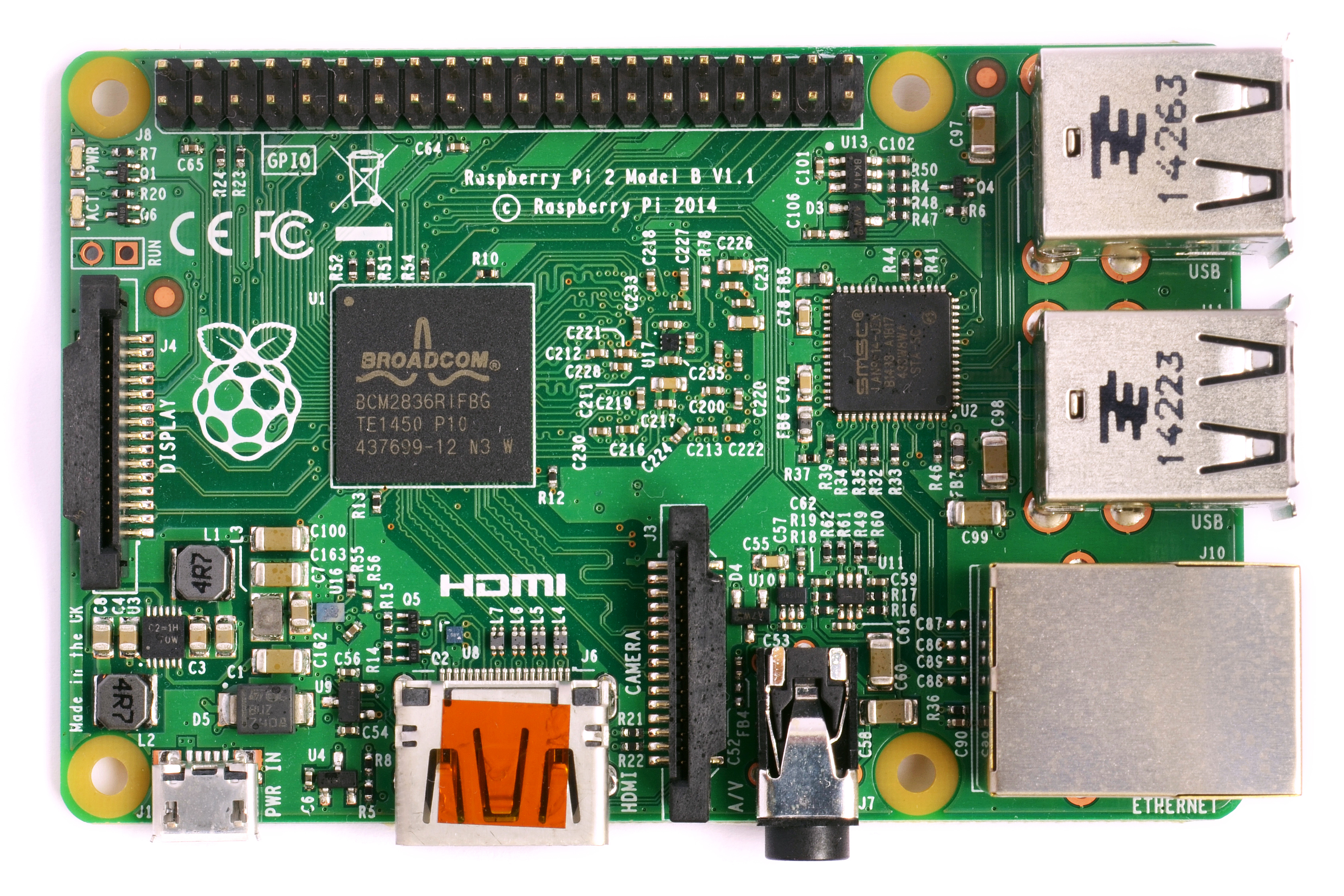
Raspberry Pi 2 modèle B.

Le 2 février 2015, la fondation Raspberry Pi annonce la sortie du Raspberry Pi 2, plus puissant, il est équipé d'un processeur Broadcom BCM2836, quatre cœurs Cortex-A7 (ARMv7) à 900 MHz, accompagné de 1 Go de RAM.
Il possède les mêmes dimensions et la même connectique que le modèle B+,.

#### Modèle 3 B (Raspberry Pi 3)

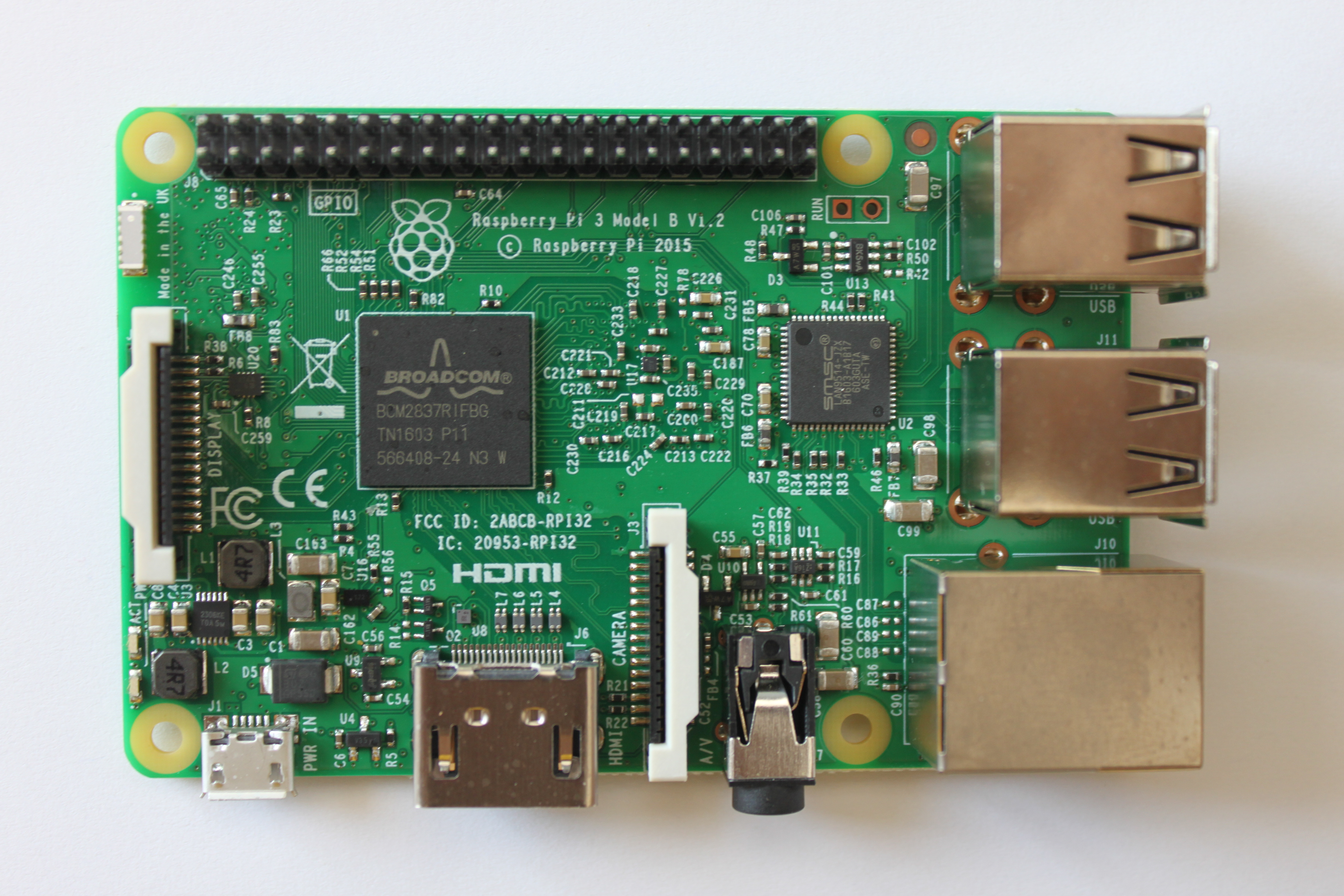
Raspberry Pi 3 modèle B.

Le 29 février 2016, pour le quatrième anniversaire de la commercialisation du premier modèle, la fondation Raspberry Pi annonce la sortie du Raspberry Pi 3. Comparé au Pi 2, il dispose d'un processeur Broadcom BCM2837 64 bit à quatre cœurs ARM Cortex-A53 à 1,2 GHz, d'une puce Wifi 802.11n et Bluetooth 4.1 intégrée. Il possède les mêmes dimensions et connectiques que les modèles 2 et B+. La vitesse d'horloge est 33 % plus rapide que le Pi 2, ce qui permet d'avoir un gain d'environ 50-60 % de performance en mode 32 bits. Il est recommandé d'utiliser un adaptateur de 2,5 A. Tous les travaux et tutoriels du Pi 2 sont parfaitement compatibles avec le Pi 3[réf. nécessaire].

#### Modèle 3 B+ (Raspberry Pi 3+)
Le 14 mars 2018, la fondation Raspberry Pi annonce la mise à jour du Raspberry Pi 3 vers le modèle B+. On y trouve une mise à jour du processeur Broadcom BCM2837B0 64 bit à quatre cœurs ARM Cortex-A53 cadencé à 1,4 GHz au lieu du 1,2 GHz. la puce Cypress CYW43438 est remplacée par une nouvelle puce CYW43455 supportant le WiFi Dual-band 802.11ac et la version 4.2 du Bluetooth. Et d'une prise en charge du Power over Ethernet grâce à un élément supplémentaire.

#### Modèle 4 B (Raspberry Pi 4)

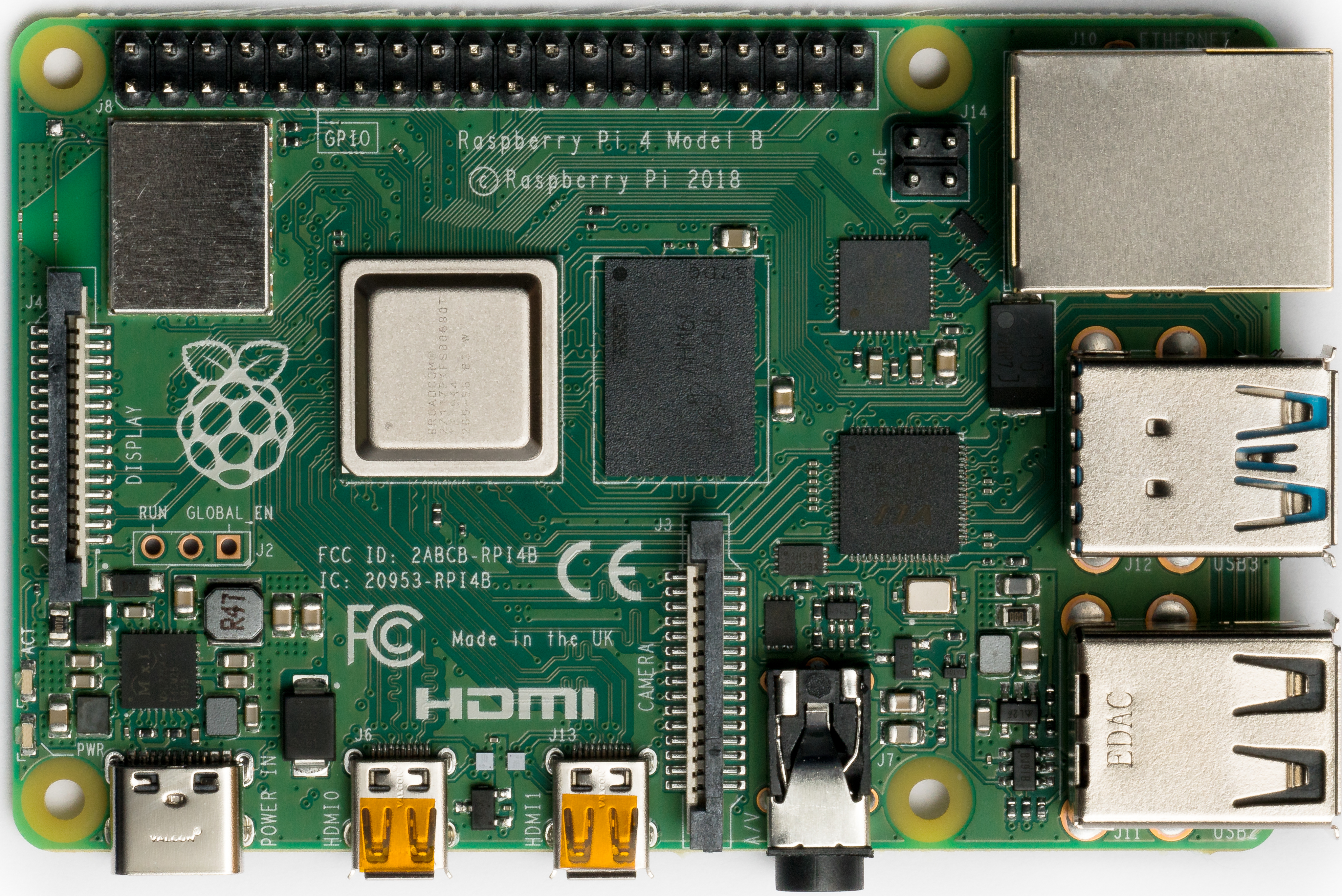
Raspberry Pi 4 modèle B.

Le 24 juin 2019, la fondation Raspberry Pi annonce la sortie du Raspberry Pi 4 . Le 10 juillet 2019, la fondation annonce des problèmes de conception, notamment l'absence d'une résistance, qui ne permettent pas à certains chargeurs USB-C d’alimenter le Raspberry Pi. La fondation annonce que le problème sera corrigé dans une révision future du produit. Dans les faits, seuls les câbles « e-marked » posent problème parce qu'ils détectent le Raspberry Pi comme étant un équipement audio.
Le 28 mai 2020 est annoncée une version à 8 Go de RAM. Bien que Raspbian ne soit que 32 bits, les 8 Go peuvent être exploités via des processus indépendants lancés sous ce système. Une version 64 bits est annoncée, elle aussi branche de Debian, qui ne se nommera plus Raspbian, mais Raspberry Pi OS pour éviter les confusions, et identique en interface.
En novembre 2020, elle lance une version du Raspberry Pi 4, le Raspberry Pi 400, permettant de monter facilement un ordinateur de bureau en intégrant dans un clavier l'ensemble des composantes d'un ordinateur personnel, auquel des périphériques peuvent être branchés (écran, souris, etc.),. Son processeur est cadencé à 1,8 GHz,.

### Modèle Zero
Le 26 novembre 2015, la fondation Raspberry Pi annonce la sortie du Raspberry Pi Zero. Il reprend les spécifications du modèle A/B avec un processeur cadencé à 1 GHz au lieu de 700 MHz, il est par contre plus petit, disposant d'une connectique minimale. Son prix de 5 $ US est largement revu à la baisse par rapport aux autres Raspberry Pi.

#### Modèle Zero W (Raspberry Pi Zero W)
Le 28 février 2017, pour le cinquième anniversaire du Raspberry Pi, le Raspberry Pi Zero est maintenant doté de la nouvelle puce Cypress CYW43438 supportant le WiFi Single-band 802.11n et la version 4.2 du Bluetooth. Ces nouveautés lui permettent de se connecter à Internet et à d'autres appareils et donc d'en multiplier les usages. Le Raspberry Pi Zero, lui, n'avait pas de connexion Internet et cela pouvait poser problème pour certains projets.
Ce nouveau modèle est commercialisé 10 $ à sa sortie soit deux fois plus cher que le modèle précédent.

#### Modèle Zero WH (Raspberry Pi Zero WH)
Le 15 janvier 2018, Raspberry Pi sort un nouveau modèle Zero, le Raspberry pi Zero WH. La seule différence avec le précédent modèle est la présence de PINs soudées reliées aux GPIO sur le Raspberry Pi.
Ce nouveau modèle est commercialisé 15 $.

#### Modèle Pico
Le 21 janvier 2021, la fondation sort le Pico, sa première carte microcontrôleur. À la différence des autres produits de la fondation, celui-ci ne permet pas de faire tourner une distribution Linux, mais se rapproche plus d'une carte Arduino. Comme lors de la sortie du Raspberry pi 0, le numéro du magazine Hackspace sorti au même moment est vendu accompagné de la carte.

#### Modèle Zero 2 W
Le 28 octobre 2021, la fondation Raspberry Pi a célébré le lancement du Raspberry Pi Zero 2 W, un modèle qui apporte des améliorations significatives par rapport à son prédécesseur. Équipé d'un processeur quad-core ARM Cortex-A53 à 1 GHz, le Zero 2 W offre jusqu'à cinq fois plus de performances en multitâche par rapport au Raspberry Pi Zero W, qui était limité à un processeur monocœur. Cela signifie que les utilisateurs peuvent désormais réaliser des projets plus complexes et gourmands en ressources sans sacrifier la taille compacte de l'appareil.
Le Raspberry Pi Zero 2 W est également doté de la puce Cypress CYW43439, qui prend en charge le Wi-Fi 802.11n et le Bluetooth 4.2, permettant des connexions sans fil stables et rapides pour divers projets IoT. En comparaison, le modèle précédent, le Raspberry Pi Zero W, ne disposait que d'une connectivité Bluetooth 4.1, ce qui limitait ses possibilités d'utilisation dans certains cas.
Commercialisé à 15 $ à sa sortie, ce modèle est légèrement plus cher que le Zero W, qui coûtait 10 $. Toutefois, cet investissement est justifié par les performances accrues et la flexibilité qu'il offre pour une multitude d'applications, allant des systèmes d'émulation de jeux vidéo aux projets d'automatisation domestique

#### Modèle Zero 2 WH
Le Raspberry Pi Zero 2 WH est une version améliorée du Raspberry Pi Zero 2 W, qui intègre des en-têtes GPIO pré-soudés. Lancé en même temps que le Zero 2 W, ce modèle est conçu pour ceux qui souhaitent simplifier le processus de connexion de périphériques sans avoir à souder les broches eux-mêmes. Cela le rend particulièrement attrayant pour les débutants ou pour les projets nécessitant une installation rapide.
Comme son homologue, le Zero 2 WH est doté d'un processeur quad-core ARM Cortex-A53 à 1 GHz et de 512 Mo de RAM, offrant jusqu'à cinq fois plus de performances en multitâche par rapport au Raspberry Pi Zero W. Il prend en charge le Wi-Fi 802.11 b/g/n et le Bluetooth 4.2, permettant une connectivité sans fil efficace pour divers projets IoT.
Le Zero 2 WH partage le même facteur de forme que le Zero original, ce qui signifie qu'il peut s'intégrer dans la plupart des boîtiers conçus pour les modèles précédents. En plus de son port micro HDMI et de son emplacement pour carte microSD, il propose également un connecteur CSI-2 pour les caméras, élargissant ainsi les possibilités d'application pour les projets multimédias.
Ce modèle est généralement commercialisé autour de 20 $, ce qui inclut le coût supplémentaire pour les en-têtes pré-soudés.

#### Modèle 5

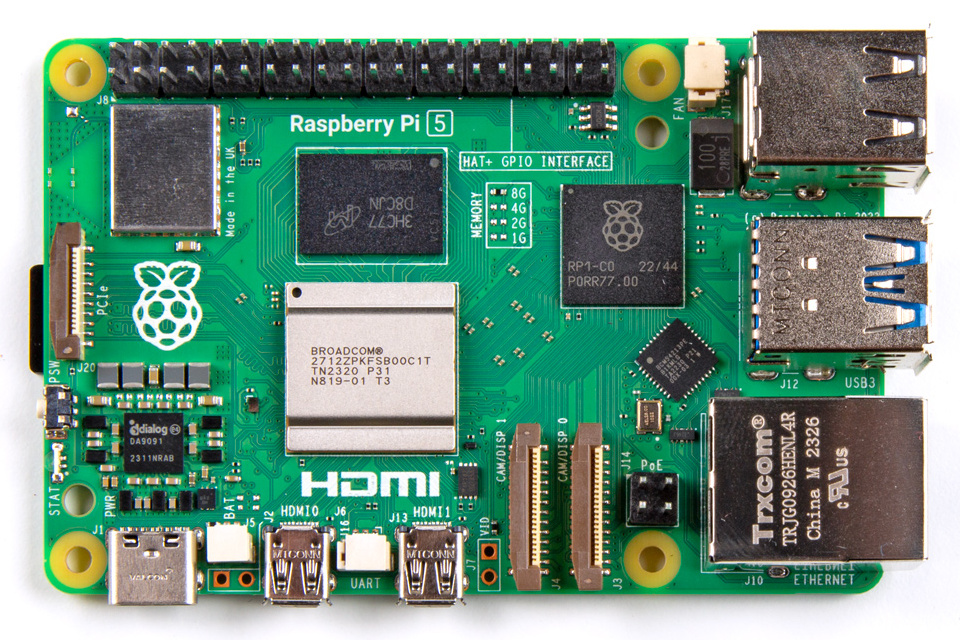
Raspberry Pi 5.

Le 28 septembre 2023 le Raspberry Pi 5 est annoncé et disponible en précommande. Il est équipé d'un processeur Cortex-A76 à 2,4 GHz, une interface PCIe 2.0, un coprocesseur GPU VideoCore VII, et peux accueillir 2, 4, 8 ou 16 Go de RAM. En revanche, il ne possède pas de sortie audio jack 3,5mm. Il est décrit comme étant deux à trois fois plus puissant que ses prédécesseurs. Il est commercialisé à partir du 23 octobre 2023.

### Tableau comparatif
| Nom                           | Modèle 1 A | Modèle 1 A+ | Modèle 1 B | Modèle 1 B+ | Modèle Zero | Modèle Zero W | Modèle Zero WH | Modèle Zero 2 W | Modèle 2 B | Modèle 3 B | Modèle 3 A+ | Modèle 3 B+ | Modèle 4 B                                                                        | Modèle 400 (Raspberry Pi Keyboard )                                               | Modèle 5                               |
|                               | Génération 1 | Génération 1 | Génération 1 | Génération 1 | Format Zero | Format Zero | Format Zero | Format Zero | Génération 2 | Génération 3 | Génération 3 | Génération 3 | Génération 4                                                                      | Génération 4                                                                      | Génération 5                           |
| ----------------------------- | --- | --- | --- | --- | --- | --- | --- | --- | --- | --- | --- | --- | --------------------------------------------------------------------------------- | --------------------------------------------------------------------------------- | -------------------------------------- |
| Date de lancement             | Février 2013 | Novembre 2014 | Avril-Juin 2012 | Juillet 2014 | Novembre 2015 | Février 2017 | Janvier 2018 | Octobre 2021 | Février 2015 | Février 2016 | Novembre 2018 | Mars 2018 | Juin 2019                                                                         | Novembre 2020                                                                     | Octobre 2023                           |
| Prix de lancement             | 25 $ US | 20 $ US | 35 $ US, | 35 $ US, | 5 $ US | 10 $ US | 15 $ US | 15 $ US | 35 $ US | 35 $ US | 25 $ US | 35 $ US | 35 $/45 $/55 $/ 75 $ US                                                           | 70 $/100 $ US                                                                     | 60 $/80$                               |
| Largeur d'architecture (bits) | 32 | 32 | 32 | 32 | 32 | 32 | 32 | 64 | 32 | 64 | 64 | 64 | 64                                                                                | 64                                                                                | 64                                     |
| CPU                           | 700 MHz ARM1176JZF-S core (ARM11)                                                                                                   | 700 MHz ARM1176JZF-S core (ARM11)                                                                                                   | 700 MHz ARM1176JZF-S core (ARM11)                                                                                                   | 700 MHz ARM1176JZF-S core (ARM11)                                                                                                   | 1 GHz ARM1176JZF-S core (ARM11) | 1 GHz ARM1176JZF-S core (ARM11) | 1 GHz ARM1176JZF-S core (ARM11) | 1 GHz quadricœur ARM Cortex-A53 (undercloked)                                                                                       | 900 MHz quadricœur ARM Cortex-A7 (jeu d'instructions ARM v7)                                                                        | 1,2 GHz quadricœur ARM Cortex-A53                                                                                                   | 1,4 GHz quadricœur ARM Cortex-A53                                                                                                   | 1,4 GHz quadricœur ARM Cortex-A53                                                                                                   | 1,5 GHz quadricœur ARM Cortex-A72                                                 | 1,8 GHz quadricœur ARM Cortex-A72                                                 | 2,4 GHz quadricœur ARM Cortex-A76      |
| Mémoire (SDRAM)               | 256 Mo (intégré avec GPU) | 256 Mo (intégré avec GPU) | 512 Mo (intégré avec GPU) au 15 octobre 2012                                                                                        | 512 Mo (intégré avec GPU) au 15 octobre 2012                                                                                        | 512 Mo (intégré avec GPU) au 15 octobre 2012                                                                                        | 512 Mo (intégré avec GPU) au 15 octobre 2012                                                                                        | 512 Mo (intégré avec GPU) au 15 octobre 2012                                                                                        | 512 Mo (intégré avec GPU) au 15 octobre 2012                                                                                        | 1 Go | 1 Go | 512 Mo | 1 Go | 1 Go / 2 Go / 4 Go / 8 Go                                                         | 4 Go                                                                              | 2 Go / 4 Go / 8 Go / 16 Go             |
| SoC                           | Broadcom BCM2835 (CPU, GPU, DSP, SDRAM, et 1 port USB)                                                                              | Broadcom BCM2835 (CPU, GPU, DSP, SDRAM, et 1 port USB)                                                                              | Broadcom BCM2835 (CPU, GPU, DSP, SDRAM, et 1 port USB)                                                                              | Broadcom BCM2835 (CPU, GPU, DSP, SDRAM, et 1 port USB)                                                                              | Broadcom BCM2835 (CPU, GPU, DSP, SDRAM, et 1 port USB)                                                                              | Broadcom BCM2835 (CPU, GPU, DSP, SDRAM, et 1 port USB)                                                                              | Broadcom BCM2835 (CPU, GPU, DSP, SDRAM, et 1 port USB)                                                                              | Broadcom BCM2710A1 | Broadcom BCM2836 | Broadcom BCM2837 | Broadcom BCM2837B0 | Broadcom BCM2837B0 | Broadcom BCM2711                                                                  | Broadcom BCM2711                                                                  | Broadcom BCM2712                       |
| GPU                           | Broadcom VideoCore IV, OpenGL ES 2.0, MPEG-2 et VC-1 (avec licence), 1080p30 h.264/MPEG-4 AVC high-profile décodeur et compresseur, | Broadcom VideoCore IV, OpenGL ES 2.0, MPEG-2 et VC-1 (avec licence), 1080p30 h.264/MPEG-4 AVC high-profile décodeur et compresseur, | Broadcom VideoCore IV, OpenGL ES 2.0, MPEG-2 et VC-1 (avec licence), 1080p30 h.264/MPEG-4 AVC high-profile décodeur et compresseur, | Broadcom VideoCore IV, OpenGL ES 2.0, MPEG-2 et VC-1 (avec licence), 1080p30 h.264/MPEG-4 AVC high-profile décodeur et compresseur, | Broadcom VideoCore IV, OpenGL ES 2.0, MPEG-2 et VC-1 (avec licence), 1080p30 h.264/MPEG-4 AVC high-profile décodeur et compresseur, | Broadcom VideoCore IV, OpenGL ES 2.0, MPEG-2 et VC-1 (avec licence), 1080p30 h.264/MPEG-4 AVC high-profile décodeur et compresseur, | Broadcom VideoCore IV, OpenGL ES 2.0, MPEG-2 et VC-1 (avec licence), 1080p30 h.264/MPEG-4 AVC high-profile décodeur et compresseur, | Broadcom VideoCore IV, OpenGL ES 2.0, MPEG-2 et VC-1 (avec licence), 1080p30 h.264/MPEG-4 AVC high-profile décodeur et compresseur, | Broadcom VideoCore IV, OpenGL ES 2.0, MPEG-2 et VC-1 (avec licence), 1080p30 h.264/MPEG-4 AVC high-profile décodeur et compresseur, | Broadcom VideoCore IV, OpenGL ES 2.0, MPEG-2 et VC-1 (avec licence), 1080p30 h.264/MPEG-4 AVC high-profile décodeur et compresseur, | Broadcom VideoCore IV, OpenGL ES 2.0, MPEG-2 et VC-1 (avec licence), 1080p30 h.264/MPEG-4 AVC high-profile décodeur et compresseur, | Broadcom VideoCore IV, OpenGL ES 2.0, MPEG-2 et VC-1 (avec licence), 1080p30 h.264/MPEG-4 AVC high-profile décodeur et compresseur, | Broadcom VideoCore VI, OpenGL ES 3.0                                              | Broadcom VideoCore VI, OpenGL ES 3.0                                              | Broadcom VideoCore VII, OpenGL ES 3.1  |
| Nombre de ports USB           | 1 (2.0) | 1 (2.0) | 2 (2.0) | 4 (2.0) | 1 (Micro-USB) (2.0) | 1 (Micro-USB) (2.0) | 1 (Micro-USB) (2.0) | 1 (Micro-USB) (2.0) | 4 (2.0) | 4 (2.0) | 1 (2.0) | 4 (2.0) | 2 (2.0) 2 (3.0)                                                                   | 1 (2.0) 2 (3.0)                                                                   | 2 (2.0) 2 (3.0)                        |
| Sorties vidéos                | HDMI et Composite (via une Prise RCA)                                                                                               | HDMI et Composite (via un connecteur Jack)                                                                                          | HDMI et Composite (via une Prise RCA)                                                                                               | HDMI et Composite (via un connecteur Jack)                                                                                          | Mini HDMI et Composite (via soudures)                                                                                               | Mini HDMI et Composite (via soudures)                                                                                               | Mini HDMI et Composite (via soudures)                                                                                               | Mini HDMI et Composite (via soudures)                                                                                               | HDMI et Composite (via un connecteur Jack)                                                                                          | HDMI et Composite (via un connecteur Jack)                                                                                          | HDMI et Composite (via un connecteur Jack)                                                                                          | HDMI et Composite (via un connecteur Jack)                                                                                          | 2 Micro HDMI et Composite (via un connecteur Jack)                                | 2 Micro HDMI                                                                      | 2 Micro HDMI et Composite              |
| Sorties audio                 | stéréo Jack 3,5 mm sortie son 5.1 sur la prise HDMI                                                                                 | stéréo Jack 3,5 mm sortie son 5.1 sur la prise HDMI                                                                                 | stéréo Jack 3,5 mm sortie son 5.1 sur la prise HDMI                                                                                 | stéréo Jack 3,5 mm sortie son 5.1 sur la prise HDMI                                                                                 | Mini-HDMI | Mini-HDMI | Mini-HDMI | Mini-HDMI | stéréo Jack 3,5 mm sortie son 5.1 sur la prise micro-HDMI                                                                           | stéréo Jack 3,5 mm sortie son 5.1 sur la prise micro-HDMI                                                                           | stéréo Jack 3,5 mm sortie son 5.1 sur la prise micro-HDMI                                                                           | stéréo Jack 3,5 mm sortie son 5.1 sur la prise micro-HDMI                                                                           | stéréo Jack 3,5 mm sortie son 5.1 sur la prise micro-HDMI                         | sortie son 5.1 sur la prise micro-HDMI                                            | sortie son 5.1 sur la prise micro-HDMI |
| Unité de lecture/écriture     | SD / MMC / fente pour carte SDIO (3,3 V)                                                                                            | MicroSD | SD / MMC / fente pour carte SDIO (3,3 V)                                                                                            | MicroSD | MicroSD | MicroSD | MicroSD | MicroSD | MicroSD | MicroSD | MicroSD | MicroSD | MicroSD                                                                           | MicroSD                                                                           | MicroSD                                |
| Connectique réseau            | Non | Non | 10/100 Ethernet | 10/100 Ethernet | Non | Non | Non | Non | 10/100 Ethernet | 10/100 Ethernet | Non | 10/100/1000 Ethernet (Max. 300 Mbit/s)                                                                                              | 10/100/1000 Ethernet                                                              | 10/100/1000 Ethernet                                                              | 10/100/1000 Ethernet                   |
| Wifi 802.11                   | Non | Non | Non | Non | Non | n | n | n | Non | n | ac | ac | ac                                                                                | ac                                                                                | ac                                     |
| Bluetooth                     | Non | Non | Non | Non | Non | 4.1 BLE | 4.1 BLE | 4.2 BLE | Non | 4.1 BLE | 4.2 BLE | 4.2 BLE | 5.0 BLE                                                                           | 5.0 BLE                                                                           | 5.0 BLE                                |
| Périphériques bas niveau      | 8 × GPIO, UART, I²C bus, SPI bus avec deux chip selects, I²S audio +3,3 V, +5 V                                                     | 17 × GPIO, UART, I²C bus, SPI bus avec deux chip selects, I²S audio, +3.3 V, +5 V                                                   | 8 × GPIO, UART, I²C bus, SPI bus avec deux chip selects, I²S audio +3.3 V, +5 V                                                     | 17 × GPIO, UART, I²C bus, SPI bus avec deux chip selects, I²S audio, +3.3 V, +5 V                                                   | GPIO à souder | GPIO à souder | 17 × GPIO, UART, I²C bus, SPI bus avec deux chip selects, I²S audio, +3.3 V, +5 V                                                   | 17 × GPIO, UART, I²C bus, SPI bus avec deux chip selects, I²S audio, +3.3 V, +5 V                                                   | 17 × GPIO, UART, I²C bus, SPI bus avec deux chip selects, I²S audio, +3.3 V, +5 V                                                   | 17 × GPIO, UART, I²C bus, SPI bus avec deux chip selects, I²S audio, +3.3 V, +5 V                                                   | 17 × GPIO, UART, I²C bus, SPI bus avec deux chip selects, I²S audio, +3.3 V, +5 V                                                   | 17 × GPIO, UART, I²C bus, SPI bus avec deux chip selects, I²S audio, +3.3 V, +5 V                                                   | 17 × GPIO, UART, I²C bus, SPI bus avec deux chip selects, I²S audio, +3.3 V, +5 V | 17 × GPIO, UART, I²C bus, SPI bus avec deux chip selects, I²S audio, +3.3 V, +5 V |                                        |
| Puissance nominale            | 300 mA (1,5 W) | 200 mA (1 W) | 700 mA (3,5 W) | 600 mA (3 W) | ~160 mA (0,8 W) | Non précisé | 180 mA | 180 mA | 800 mA (4 W) | 800 mA (4 W) | Non précisé | 800 mA (4 W) | 3 A (15 W)                                                                        |                                                                                   |                                        |
| Consommation maximale mesurée | 320 mA | 230 mA | 480 mA | 330 mA | 140 mA (0,7 W) | 230 mA (1,2 W) | 180 mA | Non précisé | 350 mA | 720 mA | Non précisé | Non précisé | 885 mA (4,4 W)                                                                    |                                                                                   |                                        |
| Source d'alimentation         | 5 volt via Micro-B USB ou GPIO header                                                                                               | 5 volt via Micro-B USB ou GPIO header                                                                                               | 5 volt via Micro-B USB ou GPIO header                                                                                               | 5 volt via Micro-B USB ou GPIO header                                                                                               | 5 volt via Micro-B USB ou GPIO header                                                                                               | 5 volt via Micro-B USB ou GPIO header                                                                                               | 5 volt via Micro-B USB ou GPIO header                                                                                               | 5 volt via Micro-B USB ou GPIO header                                                                                               | 5 volt via Micro-B USB ou GPIO header                                                                                               | 5 volt via Micro-B USB ou GPIO header                                                                                               | 5 volt via Micro-B USB ou GPIO header                                                                                               | 5 volt via Micro-B USB ou GPIO header                                                                                               | 5 volt via USB-C ou GPIO header                                                   | 5 volt via USB-C                                                                  |                                        |
| Dimensions                    | 85,60 mm × 53,98 mm × 17 mm | 65 mm × 53,98 mm × 17 mm | 85,60 mm × 53,98 mm × 17 mm, | 85,60 mm × 53,98 mm × 17 mm, | 65 mm × 31 mm × 5 mm | 65 mm × 31 mm × 5 mm | 65 mm × 31 mm × 13 mm | 65 mm x 31 mm x 5 mm | 85,60 mm × 53,98 mm × 17 mm | 85,60 mm × 53,98 mm × 17 mm | 65 mm × 56 mm × 12,50 mm | 85,60 mm × 53,98 mm × 17 mm | 85 mm × 56 mm × 16 mm                                                             | 286 mm × 122 mm × 23,7 mm                                                         |                                        |
| Poids                         | 45 g | 23 g | 45 g | 45 g | 9 g | 9 g | 12 g | 9 g | 45 g | 45 g | 29 g | 45 g | 46 g                                                                              | 385 g                                                                             |                                        |
| Systèmes d'exploitation       | Debian GNU/Linux, Raspbian OS, Fedora, Arch Linux ARM, RISC OS, FreeBSD, Plan 9, Kali Linux                                         | Debian GNU/Linux, Raspbian OS, Fedora, Arch Linux ARM, RISC OS, FreeBSD, Plan 9, Kali Linux                                         | Debian GNU/Linux, Raspbian OS, Fedora, Arch Linux ARM, RISC OS, FreeBSD, Plan 9, Kali Linux                                         | Debian GNU/Linux, Raspbian OS, Fedora, Arch Linux ARM, RISC OS, FreeBSD, Plan 9, Kali Linux                                         | Debian GNU/Linux, Raspbian OS, Fedora, Arch Linux ARM, RISC OS, FreeBSD, Plan 9, Kali Linux                                         | Debian GNU/Linux, Raspbian OS, Fedora, Arch Linux ARM, RISC OS, FreeBSD, Plan 9, Kali Linux                                         | Debian GNU/Linux, Raspbian OS, Fedora, Arch Linux ARM, RISC OS, FreeBSD, Plan 9, Kali Linux                                         | | idem modèle 1 + Snappy Ubuntu Core, SolydX RPI, Windows 10 IoT                                                                      | idem modèle 1 + Snappy Ubuntu Core, SolydX RPI, Windows 10 IoT                                                                      | idem modèle 1 + Snappy Ubuntu Core, SolydX RPI, Windows 10 IoT                                                                      | idem modèle 1 + Snappy Ubuntu Core, SolydX RPI, Windows 10 IoT                                                                      | idem modèle 1 + Snappy Ubuntu Core, SolydX RPI, Windows 10 IoT                    | idem modèle 1 + Snappy Ubuntu Core, SolydX RPI, Windows 10 IoT                    |                                        |
|                               | Modèle 1 A | Modèle 1 A+ | Modèle 1 B | Modèle 1 B+ | Modèle Zero | Modèle Zero W | Modèle Zero WH | Modèle Zero 2 W | Modèle 2 B | Modèle 3 B | Modèle 3 A+ | Modèle 3 B+ | Modèle 4 B                                                                        | Modèle 400                                                                        | Modèle 5                               |

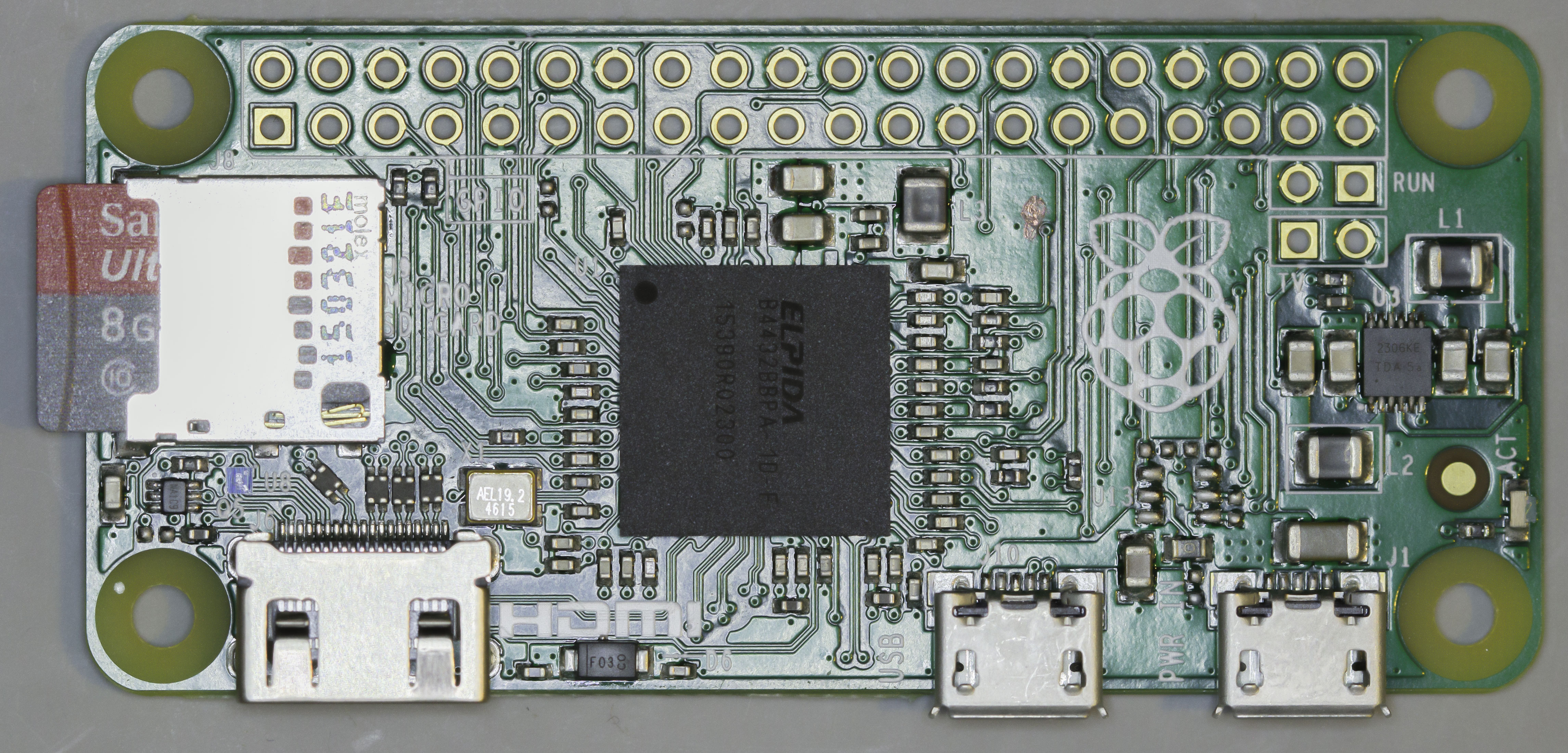
Raspberry Pi Zero.
Schéma du modèle B.
Schéma du modèle B+.

### Identification logicielle des différents modèles
Les commandes suivantes permettent de retourner les informations concernant le processeur du Raspberry Pi :
cat /proc/cpuinfo
pinout
| Révision | Date     | Modèle                                           | Rév. | Mémoire         |
| -------- | -------- | ------------------------------------------------ | ---- | --------------- |
| 0002     | Q1 2012  | Model B Revision 1.0                             |      | 192 MB          |
| 0003     | Q3 2012  | Model B Revision 1.0 + Fuses mod and D14 removed |      | 256 MB          |
| 0004     | Q3 2012  | Model B Revision 2.0 256MB, (Sony)               |      | 256 MB          |
| 0005     | Q4 2012  | Model B Revision 2.0 256MB, (Qisda)              |      | 256 MB          |
| 0006     | Q4 2012  | Model B Revision 2.0 256MB, (Egoman)             |      | 256 MB          |
| 0007     | Q1 2013  | Model A Revision 2.0 256MB, (Egoman)             |      | 256 MB          |
| 0008     | Q1 2013  | Model A Revision 2.0 256MB, (Sony)               |      | 256 MB          |
| 0009     | Q1 2013  | Model A Revision 2.0 256MB, (Qisda)              |      | 256 MB          |
| 000A     |          |                                                  |      |                 |
| 000B     |          |                                                  |      |                 |
| 000C     |          |                                                  |      |                 |
| 000D     | Q4 2012  | Model B Revision 2.0 512MB, (Egoman)             |      | 512 MB          |
| 000E     | Q4 2012  | Model B Revision 2.0 512MB, (Sony)               | 2    | 512 MB          |
| 000F     | Q4 2012  | Model B Revision 2.0 512MB, (Qisda)              |      | 512 MB          |
| 0010     | Q3 2014  | Model B+ Revision 1.0 512MB, (Sony)              |      | 512 MB          |
| 0011     | Q2 2014  | Computer Module Revision 1.0 512MB, (Sony)       |      | 512 MB          |
| 0012     | Q4 2014  | Model A+ Revision 1.0 256MB, (Sony)              |      | 256 MB          |
| 0013     | Q1 2015  | Model B+ Revision 1.2 512MB, (Samsung)           |      | 512 MB          |
| 0014     |          |                                                  |      | 512 MB          |
| 0015     |          |                                                  |      | 256 MB / 512 MB |
| a01041   | Q1 2015  | 2 Model B (Sony, UK)                             | 1.1  | 1 GB            |
| a21041   | Q1 2015  | 2 Model B (Embest, China)                        | 1.1  | 1 GB            |
| a22042   | Q3 2016  | 2 Model B (Broadcom BCM2837)                     |      | 1 GB            |
| 900032   | 2014     | B+ Revision 1.2 (Sony UK)                        |      | 512 MB          |
| 900092   | Q4 2015  | Zero                                             |      | 512 MB          |
| 900093   | Q2 2016  | Zero                                             |      | 512 MB          |
| 920093   | Q4 2016? | Zero                                             |      | 512 MB          |
| 9000c1   |          | Zero W                                           | 1.1  | 512 MB          |
| a02082   | Q1 2016  | 3 Model B                                        |      | 1 GB            |
| a22082   | Q1 2016  | 3 Model B                                        |      | 1 GB            |
| a020d3   | 2017     | 3 Model B+                                       |      | 1 GB            |
| 9020e0   | 2018     | 3 Model A+                                       |      | 512 MB          |
| a03111   | 2019     | 4 Model B                                        | 1.1  | 1 GB            |
| a03115   |          | 4 Model B                                        | 1.5  | 1 GB            |
| b03111   | 2019     | 4 Model B                                        | 1.1  | 2 GB            |
| b03112   |          | 4 Model B                                        | 1.2  | 2 GB            |
| b03114   |          | 4 Model B                                        | 1.4  | 2 GB            |
| c03111   | 2019     | 4 Model B                                        | 1.1  | 4 GB            |
| c03112   |          | 4 Model B                                        | 1.2  | 4 GB            |
| c03114   |          | 4 Model B                                        | 1.4  | 4 GB            |
| d03114   | 2019     | 4 Model B                                        | 1.4  | 8 GB            |
| c03130   | Q4 2020  | 4 Model 400                                      | 1.0  | 4 GB            |
| d04170   | Q4 2023  | 5 Model B                                        | 1.0  | 8 GB            |

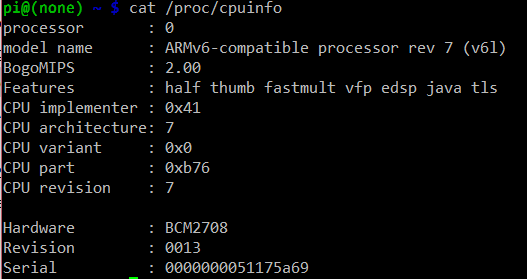

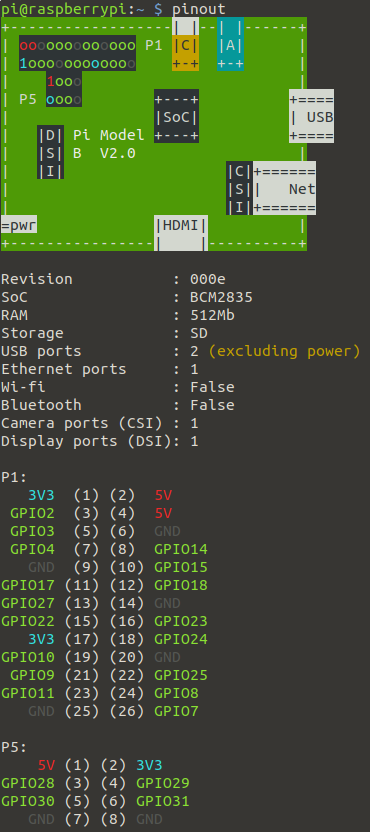

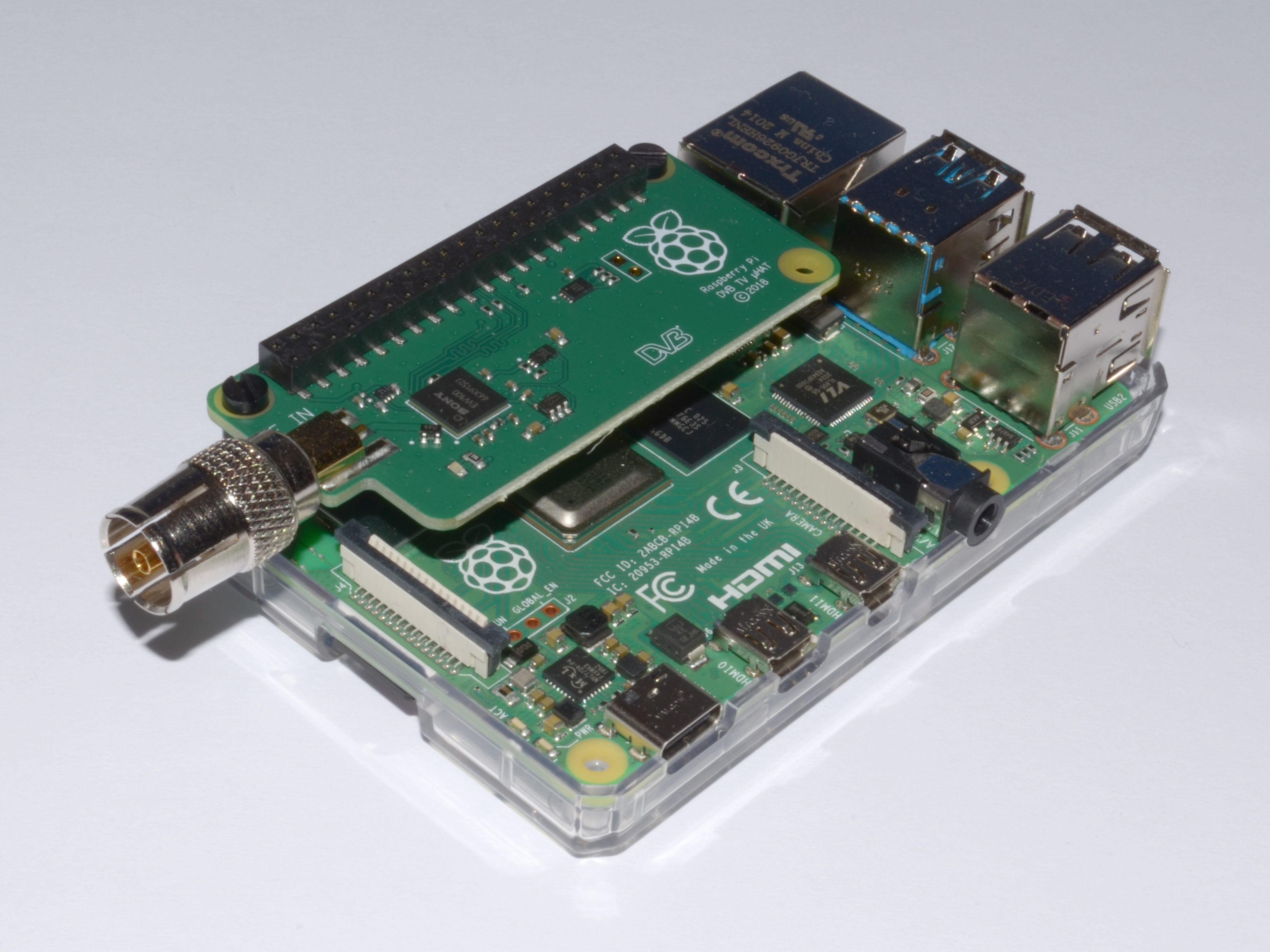
Une carte d'extension Raspberry Pi TV.

Le Raspberry Pi a la capacité d'accueillir une carte électronique qui se fixe sur ses ports GPIO. Ces cartes peuvent ajouter des fonctionnalités, mais ont besoin des connaissances de l'utilisateur dans le domaine du codage. Elles sont surnommées « HAT », acronyme de hardware attached on top (trad. « matériel informatique attaché au-dessus »), « hat » signifiant « chapeau » en anglais.

## Équipements, périphériques et accessoires

### Minimum requis
Les Raspberry Pi requièrent au minimum pour fonctionner :
- Un support de stockage mémoire compatible (carte SD ou micro SD selon le modèle) contenant un système d'exploitation adapté (voir section Système d'exploitation). La majorité des cartes mémoires du marché sont reconnues par l'appareil, une carte mémoire de classe 6 minimum est néanmoins recommandée[118].
- Une source d'alimentation électrique adaptée. Soit via un système de piles ou de batteries, soit via un transformateur électrique délivrant la bonne tension et l'intensité minimum préconisées. Le Raspberry Pi est compatible avec de nombreuses alimentations, micro-USB étant par exemple une norme pour les téléphones mobiles récents en Europe.

Le trio, écran, clavier et souris n'est pas indispensable pour faire fonctionner le Raspberry Pi. En effet, sur certains systèmes d'exploitations (Raspbian par exemple) le protocole SSH peut être activé et configuré, avant même le premier démarrage. Ainsi, le Raspberry Pi peut être contrôlé à distance par le réseau dès le premier démarrage. Le SSH n'est plus activé par défaut pour éviter d'éventuels piratages.

## Pour le confort d'utilisation

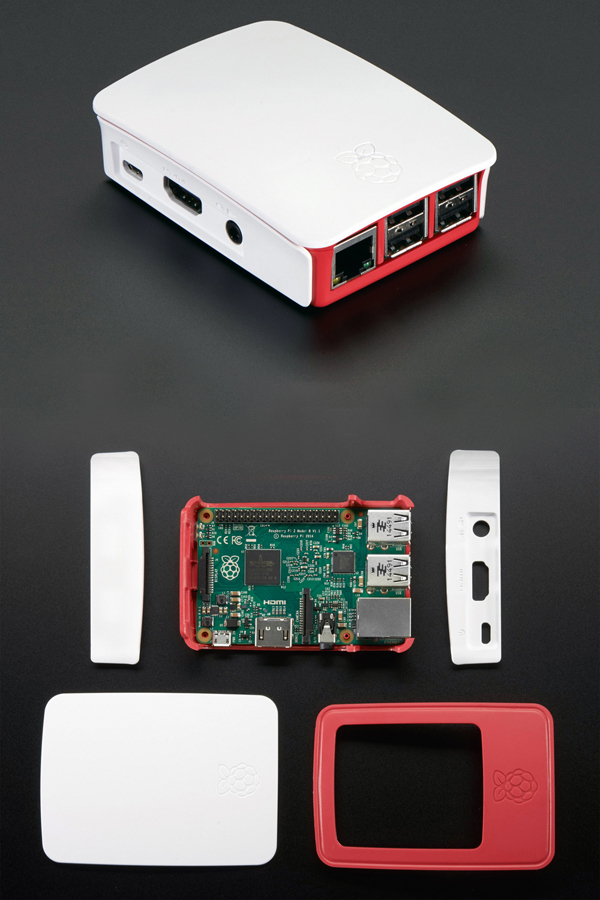
Boîtier officiel de la Fondation Raspberry Pi (2015).

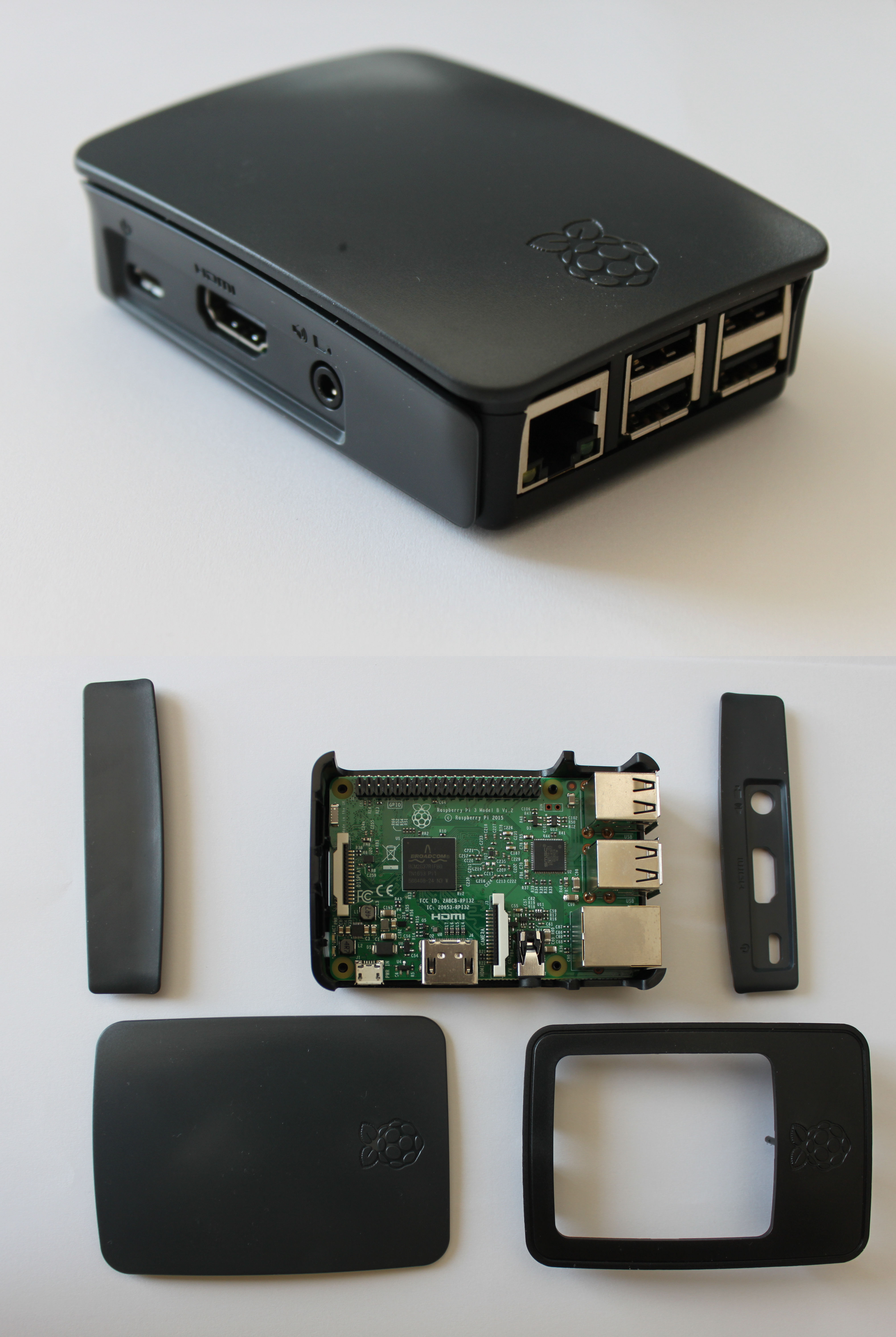
Boitier noir du Raspberry Pi (2016).

Il est possible de mettre sur Raspberry :
- Un écran disposant d'entrée HDMI ou Composite (les connexions DVI et DisplayPort sont compatibles avec la sortie HDMI via un adaptateur, alors que la connexion VGA n'est pas supportée nativement et doit passer par un convertisseur dynamique).
- Un ensemble clavier et dispositif de pointage (souris, trackball, trackpad, trackpoint) USB ou Bluetooth (attention en Bluetooth, le dispositif ne sera pas reconnu avant d'avoir été convenablement configuré)[120],[3]. Le modèle A n'offrant qu'un unique port USB, il faudra utiliser un Hub USB, ou un clavier intégrant un dispositif de pointage ou bien comprenant un port USB. Le dispositif de pointage, voire le clavier, ne sont cependant pas indispensables pour toutes les applications : serveur, utilisation d'autre type d'interface (manette, reconnaissance vocale, etc.).
- Un boîtier pour protéger la carte. Ceux-ci sont proposés en option ou en lot ;
- Une horloge matérielle, dit composant HTR (le terme anglais est RTC : real time clock). La fondation justifie ce choix par le coût excessif du composant par rapport au budget initial très serré. La fondation suggère d'utiliser par exemple un composant GPS, qui contient une HTR très précise. Ce composant peut être branché grâce aux connecteurs GPIO. Il est aussi possible de synchroniser le temps du système grâce au protocole de réseau NTP, ce qui implique de se connecter via un réseau à un service NTP qui fonctionne soit sur un ordinateur sur Internet, soit sur un ordinateur d'un réseau local, ce dernier ordinateur devant être capable de se synchroniser avec une référence NTP sur Internet[121].

### Sur les ports USB
Il est possible de connecter le Raspberry Pi avec :
- Pour le modèle A, une carte réseau Ethernet ou Wi-Fi, pour établir une connexion en réseau, notamment avec Internet[3]. Le modèle B introduit durant l'été 2011 comporte une carte Ethernet intégrée ;
- Des unités de stockage externe, clés USB ou disques durs alimentés séparément ;
- Tout autre périphérique USB disposant d'un pilote informatique compatible : clé Bluetooth, clé Wi-Fi, mémoire flash, imprimante, webcam, télécommande sans fil…

La fondation Raspberry Pi propose à la vente un grand nombre de périphériques compatibles avec les systèmes d'exploitations qu'elle met à disposition. La connexion de périphériques non répertoriés sur le site est possible, toutefois la disponibilité d'un pilote informatique adéquat, compatible avec le processeur, le système d'exploitation, le circuit d'interface et le périphérique lui-même est un élément à prendre en compte sous peine qu'il ne puisse pas fonctionner convenablement.

### Sur les ports d'entrée/sortie (GPIO)

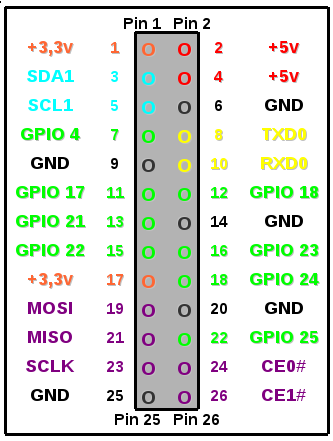
Raspberry B 512 Mo - GPIO 26 pins.

Les ports d'entrée/sortie, aussi appelés GPIO, permettent l'interfaçage avec d'autres circuits, pour la réalisation de projets électroniques, robotiques, domotique, physiques (par exemple, émettre en FM grâce à piFM).

## Aspects logiciels

### Système d'exploitation
Les systèmes d'exploitation compatibles Raspberry Pi et ARM incluent :
- Diverses distributions Linux - la plateforme par défaut du Raspberry Pi ;
  - Debian « Buster » est recommandé par la fondation Raspberry Pi avec sa version dédiée Raspberry Pi OS (anciennement Raspbian). L'image est disponible sur le site officiel de la fondation[123] ;
    - Devuan[124], une dérivée Debian ;
    - Kali Linux, un système destiné au test d'intrusion (évolution de BackTrack)
    - SolydX RPI, une dérivée debian légère avec Xfce

  - Fedora
    - « Raspberry Pi Fedora remix ». L'image est disponible sur le site officiel de la fondation[125] ;
    - «Fedora IoT ». La version spéciale dédiée à l’internet des objets[126] ;

  - Ubuntu depuis la version 20.04 LTS avec Ubuntu for Raspberry Pi ;
  - Arch Linux est fonctionnel avec sa version ARM pour Raspberry Pi. L'image est disponible sur le site officiel de la fondation[127] ;
  - Gentoo est utilisable classiquement[128] ;
  - Slackware est également utilisable classiquement[129] ;
  - Suse est fonctionnel avec sa version ARM pour Raspberry Pi. L'image est disponible sur le site officiel consacré à cette carte[130].
- Firefox OS (anciennement Boot to Gecko), le système d'exploitation mobile développé par Mozilla a été annoncé comme fonctionnel par l'association[131] ;
- RISC OS ;
- NetBSD (aucun support de OpenBSD pour le Pi n'est à l'ordre du jour[132]) ;
- FreeBSD support natif des modèles 1, 2 et Zero[133] ;
- Windows 10, Microsoft a annoncé que la version de leur nouveau système d'exploitation est compatible[134].
- Distributions medias center :
  - OpenELEC (en) : basé sur une distribution Linux de taille réduite, JeOS (Just Enough Operating System) construit de zéro et sur le média center Kodi.
    - LibreELEC[135] : fork d'OpenELEC depuis avril 2016

  - OSMC[136] (anciennement appelé Rasbmc) : basé sur Debian (linux) et sur le média center Kodi[137]
  - Rasplex[138]
  - Xbian : basé sur une version minimale de Debian (linux) et sur le média center Kodi.
- Distributions audio :
  - MoodeCase[139]
  - Pimusicbox[140]
  - Runeaudio[141]
  - Volumio[142]
  - Max2play[143]
- Distributions pour le retrogaming via de l'émulation :
  - Batocera.linux[144]
  - ChameleonPi
  - Happi game center[145] (projet terminé en juillet 2020[146])
  - Lakka[147]
  - Piplay (anciennement appelé Pimame) : émulateur de jeux arcade, adapté de MAME
  - Recalbox[148]
  - Retropie[149]

### Logiciels
Toutes les applications compatibles avec le système d'exploitation et le processeur ARM, ou utilisant un environnement d'exécution virtuel (Java, émulateurs…) sont susceptibles de fonctionner : Iceweasel, KOffice, Python. Les principales contraintes portent sur les performances du processeur et la mémoire vive disponible (256 Mo). Ce dernier point a toutefois été corrigé avec l'arrivée de versions embarquant 512 Mo de mémoire vive, puis d'une version embarquant 1 Go de mémoire vive. La version 4 (juillet 2019) embarque jusqu'à 8 Go de mémoire vive.
Le logiciel de surveillance réseau Overlook Fing a été porté sur la plate-forme Raspberry Pi qui permet d'installer des sentinelles pour la surveillance à faible coût des réseaux distants.
Le logiciel open source Aseba, pour programmer des robots facilement et efficacement, est disponible sur Raspberry Pi. En utilisant Raspberry Pi avec Aseba et le Thymio II, un véritable laboratoire d'enseignement de la robotique peut être créé avec un coût très bas.
Mojang et 4J Studios ont développé une version de Minecraft pour cette plate-forme : Minecraft Pi Edition, bien qu'il soit aussi possible d'utiliser la version Java du jeu sur les modèles les plus récents.

### Pilotes
Au début, un pilote Mesa_3D était disponible, supportant OpenGL2.1 mais pas encore 100 % stable et nécessitant les pilotes non-libres pour fonctionner (start.elf)[réf. nécessaire]. Le 28 février 2014, la société Broadcom a annoncé la publication des sources du pilote graphique du Raspberry Pi,. En février 2016, un pilote graphique libre et supportant OpenGL sort pour raspbian. Il n'est cependant disponible que sur le Raspberry Pi 2.
Le code source des pilotes Broadcom est disponible partiellement (sans la source du bloc HDMI, du bloc de gestion du processeur ARM (un coprocesseur, en réalité) et de ThreadX) et sans le compilateur C (alors que le VPU utilise une architecture unique) ce qui expliquerait pourquoi Windows 10 IoT Core ne dispose pas de l'accélération graphique matériel sur cette plateforme.

## Communauté

### Fondation Raspberry Pi
La fondation Raspberry Pi est une organisation caritative fondée en 2009 par David Braben.

### Distribution
Le Raspberry Pi a été disponible en pré-commande dès le jour du lancement chez RS Components et Farnell, qui restent distributeurs et grossistes exclusifs. Au début de 2014, le Raspberry Pi est disponible sur une grande variété de plates-formes marchandes. Les prix varient selon le modèle, les accessoires inclus, etc.

### Forum communautaire
Les plus grands passionnés de Raspberry Pi ont accès à un forum d'échange géré par la fondation Raspberry Pi. C'est un lieu de partage qui regroupe tous les niveaux d'expérience, où l'on trouve des exemples de projets et de l'entraide. Les ressources sont infinies !

### Domotique
Une partie du monde de la domotique (automatismes de logements) est représentée par une communauté de passionnés de ce type de technologie (geeks), qui à défaut de solutions du commerce, conçoivent et mettent en œuvre individuellement à prix coûtant, leur propre solution domotique amateur, à base en général de ce nano-ordinateur Raspberry Pi, ou bien d'Arduino, microcontrôleur, automate programmable industriel…, avec des compétences professionnelles ou autodidactes personnelles en électricité, automatisme, robotique, électronique, informatique / informatique industrielle…

Exemple de solution domotique amateur à base de Raspberry Pi
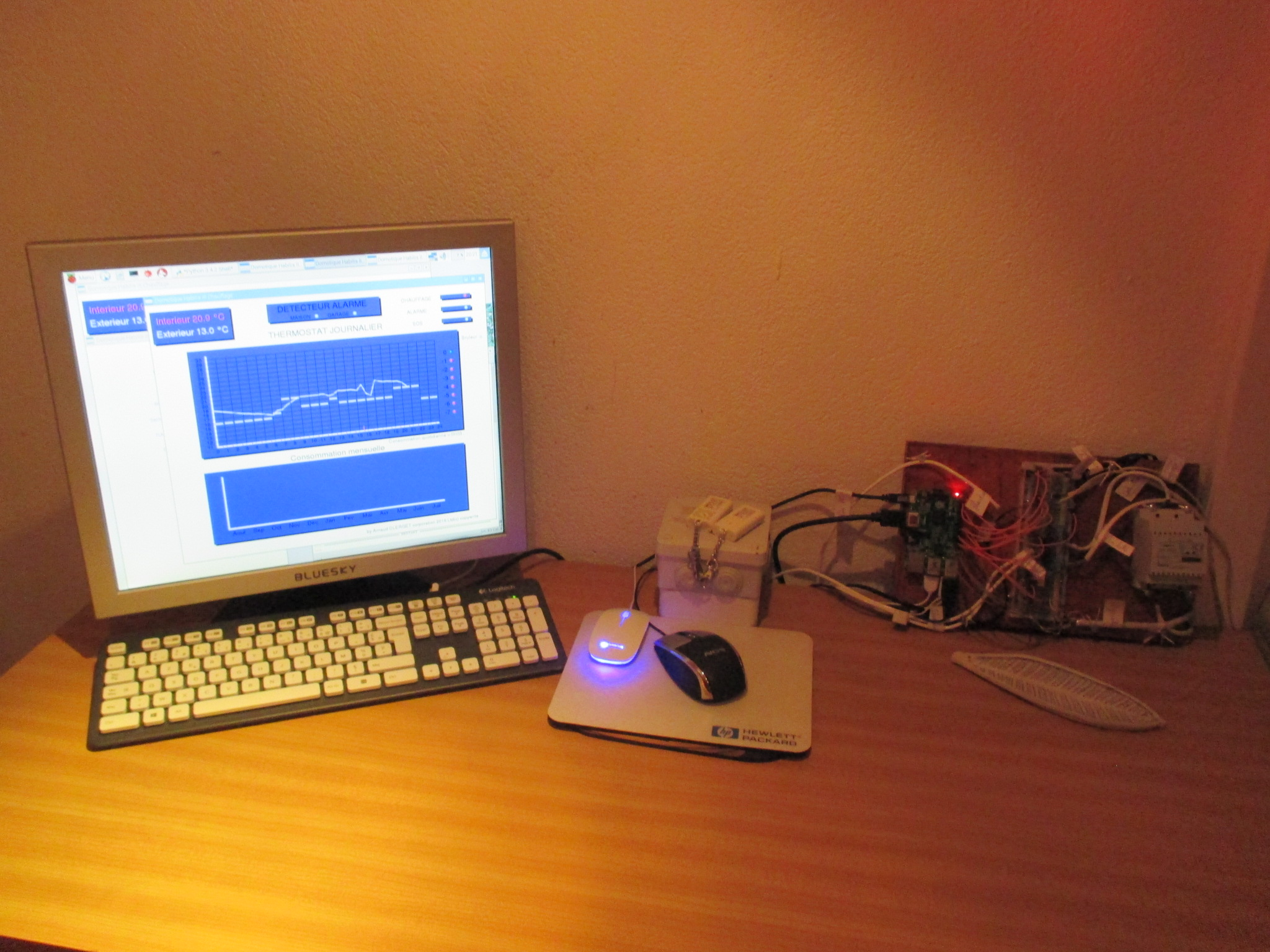
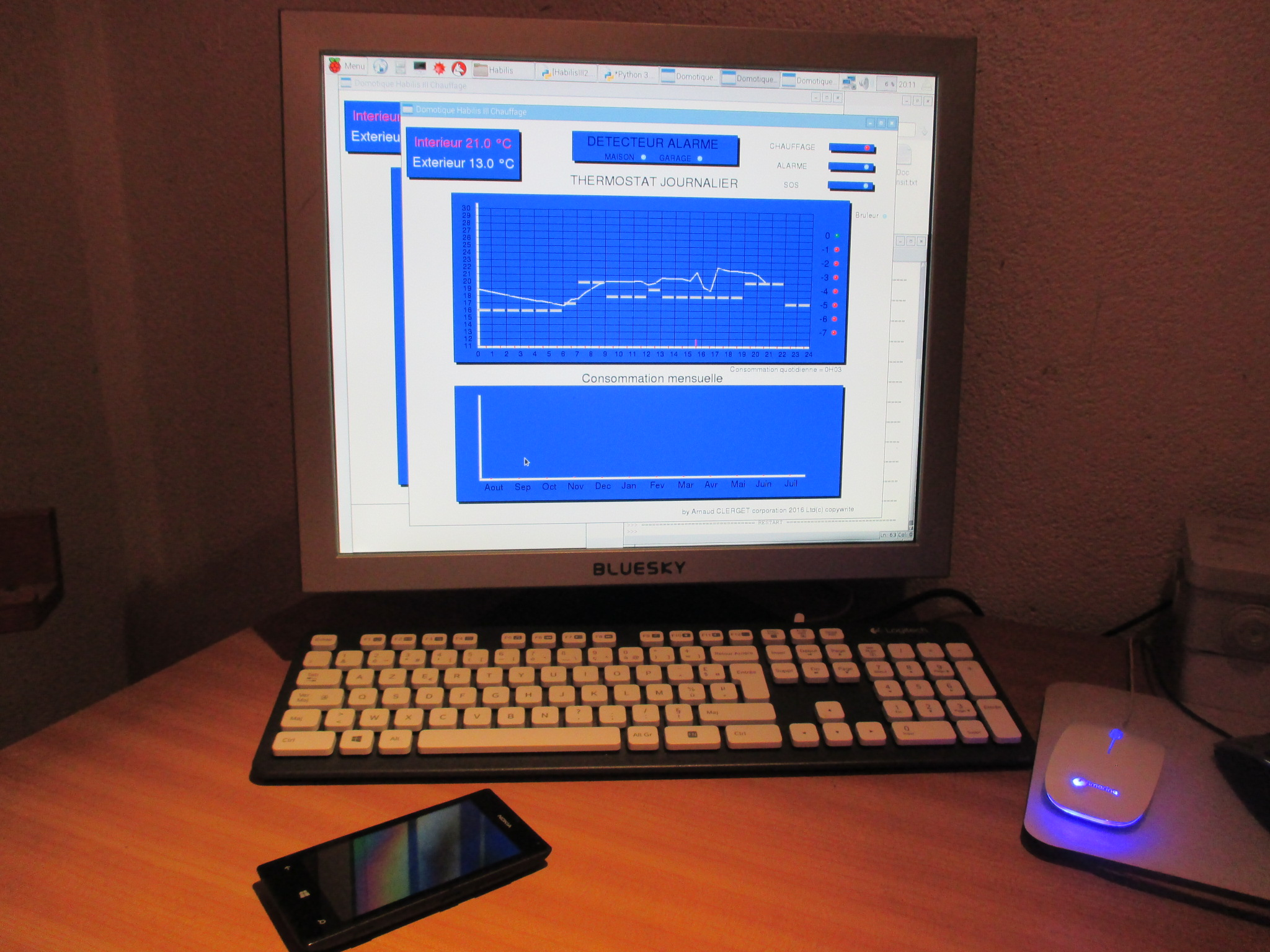
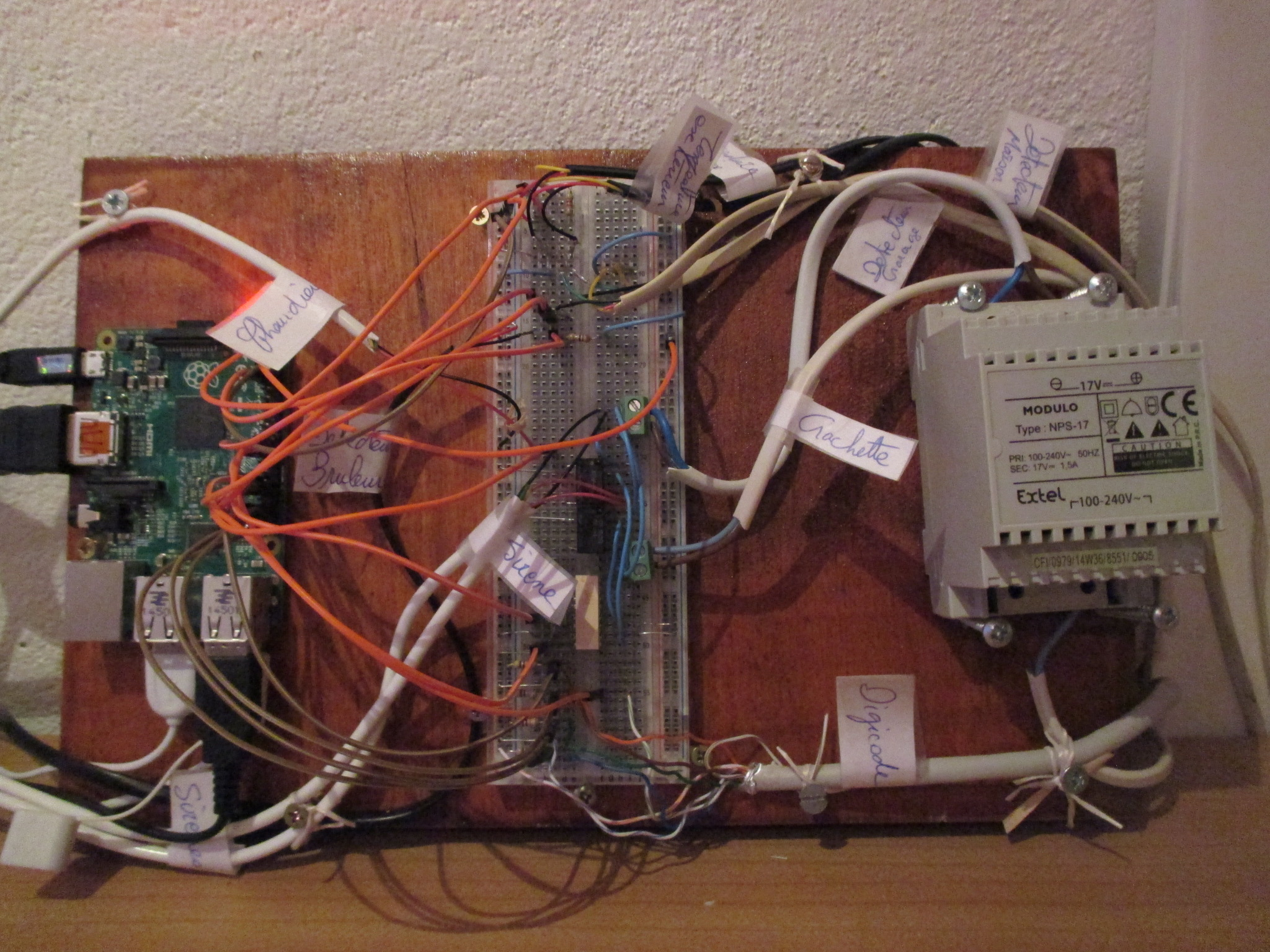

## Projets notables autour du Raspberry Pi
- Home Assistant, un serveur domotique open source. Serveur obtenant des informations avec des sondes branchées aux ports GPIO du Raspberry Pi.
- Pi-hole, agissant comme un bloqueur de publicité au niveau du réseau.
- « Magic mirror », transformant le Raspberry Pi en un miroir intelligent.
- PirateBox, permettant aux utilisateurs qui y sont connectés d'échanger des fichiers anonymement et de manière locale.
- RetroPie, Recalbox et Batocera.linux, trois systèmes d'exploitation spécialisés dans le rétrogaming faisant du RaspBerry Pi une véritable console de jeu rétrogaming.
- Serveur Minecraft, pour jouer à plusieurs sur le jeu.
- Création de projets électroniques comme sur Arduino avec le langage de programmation Python.
- Pilet : Un ordinateur modulable basé sur Raspberry Pi 5
- Un KVM pour la gestion à distance basé sur Raspberry Pi Compute Module 4 : PiKVM V4 Mini